# 聖刻1092
『聖刻1092』（ワース1092）は、千葉暁による日本のライトノベル。イラストは幡池裕行、神宮寺一、草彅琢仁が担当している。ソノラマ文庫→WARES PROJECT（朝日ソノラマ→朝日ノベルズ→伸童舎）より1988年9月から刊行されている。

## あらすじ

### 【聖都編】
フェンはさらわれたリムリアを救い出すため、ニキ・ヴァシュマールとともに村を出る。捜索の旅の中で占い師の少女ジュレや美青年の剣士クリシュナ、聖騎士ガルンなどといった仲間達と出逢い、やがて練法師（呪術使い）たちの組織≪聖華八門≫、そして≪八の聖刻≫に絡んだ神々の戦いという大きな運命に巻き込まれていく。
旋風の狩猟機 （かぜのしゅりょうき）〈1巻〉
　ア・ハーン大陸中原、ダマスタ国の北はずれにあるカロウナ村に暮らす修行僧フェンは、父の遺した古操兵「ニキ・ヴァシュマール」を駆って外の世界に飛び出す事ばかり夢想する悪たれ小僧だった。
　退屈ながら平穏な日々を送っていた収穫祭の夜、傭兵ガシュガルの操兵隊が村を襲い、〈獲物〉としてフェンの幼馴染でラマス教ソーブン寺官長の娘であるリムリアをさらい連れ去って行った。リムリアの父であり、フェンの師でもあるハラハ・ヴァルマーはリムリアの生い立ちについて語り、フェンにリムリアを守るよう依頼し「ニキ・ヴァシュマール」とともに旅立たせたのだった。
　そのリムリアが連れていかれたのは、ダマスタの北にあるウルオゴナの首都デュラハーン。そこでリムリアは、自分をさらうようガシュガルに依頼した練法師《風の門》ゾマから自身の正体、16年前にウルオゴナに滅ぼされたホータン王家の唯一の生き残りであるリムリア・ラフト・メネス王女その人であることを教えられる。
　ガシュガルの情報を追いながらフェンは立ち寄ったドウシャの街で、養母マサリエと死別したばかりのジュレ・ミィと出会う。2人で行った宿屋兼酒場でのいざこざを通じ、武者修行中のダマスタ国騎士で〈銀の貴公子〉として知られる美青年クリシュナ・ラプトゥとも知り合い、そこから行動を共にする。
　フェン、クリシュナ、ジュレの3人は旅を続けるうちウルオゴナがダマスタ侵攻を計画していることを知り、それぞれの故郷（ジュレには故郷と言える場所が無いが）へと向かうのだが、その進路にある難所《風の巣》で練法師《火の門》バルサの襲撃を受ける。その戦いの中、それまでは全く普通の操兵だと思われてい「ニキ・ヴァシュマール」が覚醒、クリシュナの愛機アビ・ルーパに命じてジュレとともに避難させた後、ヴァシュマールとフェンは巨大な竜巻に巻き上げられ、大陸北部アレビスにあるカッチャラナ山まで飛ばされる。バルサの攻撃で重傷を負っていたフェンは、そこで聖刻騎士団前団長ラドウ・クランドに助けられる。
　そこに聖刻騎士団南部方面隊《赤龍騎士団》所属の聖騎士ガルン・ストラがラドウの騎士団復帰を願ってやって来る。『ガルンが勝てば素直に山を下りる』との約束で毎日ラドウとガルンは決闘を重ねるものの、フェンとともに稽古を受けるようなものであった。何回目かの稽古の際、ラドウは背中に何者かの放った氷の刃を受け致命傷を負う。それを放ったのは、その日ガルンが一緒に連れて来た法王庁所属の派遣師ラモン・テグドスこと《水の門》シーターであった。ラドウは死の間際、ガルンに聖剣「プレ・ヴァースキン（龍の背びれ）」を譲り渡す。フェンとガルンの2人はシーターと戦って勝利するのだが…。
熱砂の貴公子 〈2巻〉
　ウルオゴナとの戦いのため故国ダマスタに帰還したクリシュナであったが、宮廷内では権力争いばかりで民のことを考えない面々に失望し、親族内では祖父の拝金主義的な行動にも辟易するものの、祖父の用意した軍備で出陣する。
囚われの聖王女 〈3巻〉
黒衣の練法師 〈4巻〉
雷光の秘操兵 〈5巻〉
光風の快男児 〈6巻〉

### 【東方編】
フェン、ガルン、クリシュナ、ジュレの4人はガルンの故郷に足を踏み入れ…。
彷徨の三操兵〈1巻〉
アグの大河 〈2巻〉
怨讐の呪操兵〈3巻〉
朔風の聖騎士〈4巻〉
聖刻教会の陰謀〈5巻〉
反逆の秘操兵 〈6巻〉
邂逅の聖巨神 〈7巻〉

### 【黒き僧正編】
東方西部地区のヒゼキアを中心にした動乱の物語。
クリシュナがフェンやジュレに対して抱いた劣等感から仲間を抜け、葛藤しながらアビ・アルタシャールに乗り、戦うことになる。
野望の蒼狼鬼
咆哮の貴公子
戦慄の黒太子
復活の黒僧正
紅蓮の練法師
宿縁の八聖者

### 【神樹編】
最終章。
壱
弐
参

## 登場人物

### 主要人物
フェン
姓は無い（ただし、父ハオがホータンの断絶した名家「イーシュ」の家督を継いでいる）。旅に出てからは「カロウナのフェン」を名乗るが、ほとんど知られていない。父親ハオと共にカロウナ村に流れ着いた。母親は不明（のちに神人の一族であることが判明する）。父が病死したことで身寄りを無くしてラマス教のソーブン寺に預けられていたが、寺の生活とはまったく合わない暴れん坊だった。戦うために生まれたような男で、巨体怪力でありながらしなやかで素早く、センスもずば抜けている。反面性格は単純で短気で豪快。正義感が強く、涙もろい。食うことが大好きでとんでもない大食らい。興味がないことに対してはぞんざいな返事を返す。怖いものなど無いようで、いろいろな意味で女性が苦手。剣は使わず、寺で学んだ拳法と棍術で戦う。
グルーンワルズの襲撃によりさらわれた幼馴染のリムリアを追って、父の残した狩猟機ヴァシュマールで村を出る。
実は神人の末裔であり、巨神族の勇者「フェン」および「白き王」の生まれ変わりでもある。第二部以降、前世の力と記憶とを徐々に取り戻してゆき、三部最終盤で蘇生した後はこれまでの前世の記憶と、練法師をも凌駕する様々な術とを修得している。第四部では生身でありながら操兵を翻弄し獣機を殲滅する異常な戦闘力を披露しているが、性格は第一部の頃とさほど変わらず、リムリアやジュレに頭が上がらない点にも変わりがない。
成り行き上、最後の「リムリア」であるレムールの父親を称せざるを得なくなってしまったことから、公的に新生ホータンの王配となる。
クリシュナ・ラプトゥ
中原の国ダマスタはケブロ領の御曹司。美しい銀髪と柔らかな物腰。剣を取れば二振りのレイピアを自在に操る美剣士。一見優しげで物静かだが、内に熱い闘志を秘める男。
「銀の貴公子」と呼ばれ王宮の貴婦人達の人気も高かったが、騎士団や王宮のしがらみと反感の目、さらには祖父が金の力でそれらを解決しようとしていることに嫌気が差し、突如武者修行と称して出奔してしまった。
交易路の宿屋でフェンやジェレと出会い、組織や金を頼みとせず障害も悩みもすべて吹き飛ばすかのようなフェンの豪放磊落な性格に惹かれ行動を共にするようになる。しかしウルオゴナの中原侵攻を知ると、ダマスタの騎士である己に立ち返り、祖国に戻り手勢を率いて防戦に当たった。苦戦の続く戦いの途中で聖剣アル・ス・レーテを託され、ガルン同様の使命も負うこととなる。ジュレとは相思相愛の関係にある。
戦後、フェン、ガルンと共に東方への旅を続けるが、次第に超常の力を覚醒させるフェンへの劣等感を持つようになり、そこを黒の陣営に付け込まれてしまう。
実は八聖者の一人、月の聖者「イーシュナ」の生まれ変わりである。
ウルオゴナでの戦いをはじめ、因業とも言うべき多くの陰惨な戦いに巻き込まれている。そのせいか、己の罪を忘れぬためとして、これまで斃した操兵について強く心に刻んでいる。第四部時点で彼が葬った操兵の数は186騎となっている。
第三部終盤で（女王戦争で悪名を馳せた）先代イーシュナの意識を吸収した結果、第四部では彼女が持っていた暗視能力や練法師としての技能を一部受け継ぐに至った。
ジュレ・ミィ
フェンが宿場町で出合った占い師の少女。養母が死去したところに立会い、共に弔いをしたことが縁で道行を共にすることになる。形見の聖刻石から不思議な力を引き出すことができる。
クリシュナに惹かれ、彼がフェンと分かれてダマスタに帰郷する際は同道し、小姓に変装して前線にも付いて行ってしまった。後にアビ・ルーパには専用の座席が設けられることになった。
しっかりした性格で、傍若無人なフェンもなぜか絶対に頭が上がらない。
実は神人の末裔かつフェンの従姉であり、勇者フェンの姉であった巨神族の予言者「ジュレミィ（輝く者の意）」の生まれ変わりでもある。
第三部最終盤でヴァルダ・カーンを再封印した後に昏睡。目覚めた際には「神人」の血により15、6歳程度までに急成長していた。一方で、第四部では心的葛藤から姿を今まで通りの10歳程度に偽装している。また、ヒゼキアにとっては不倶戴天の仇敵ともいえるクリシュナに矛先が向かないように客分の身ながら身を粉にしてヒゼキア・スラゼンの融和のため影働きに務めていた結果、城内の者からは男女貴賤の別なく「姫さま」と呼ばれ一種の崇拝を受けるまでに至っている。さらに《黒の僧正》ヴァルダ・カーンとの闘いで少なからぬ損傷を受けたアビ・アルタシャールをも折を見て癒やし続けていたことから、第四部ではクリシュナ以上にアルタシャールとのつながりが強くなっている。
ガルン・ストラ・ラザール
聖刻教会を支える八聖家の一つストラ家の嫡子で、聖刻騎士団で南部域を管轄する赤龍騎士団の聖騎士。勢力拡大のために無頼の徒までも加入させる騎士団の腐敗に心を痛め、前団将ラドウ・クランドの助力を得ようと隠居地のカッチャナラ山中を尋ね、フェンと出会う。
ラドウは暗殺され、その殺害犯の汚名を着せられて騎士団を除名されるが、ラドウより聖剣プレ・ヴァースキンと共にとある使命を授けられ、フェンと共に聖刻教会や更に大きな聖刻の力と対峙していく。
八極流を極めた剣士であり、その腕は聖四天王戦を勝ち抜き「南部の猪」の異名を取る。聖刻教会への篤い信仰心を持つガチガチの堅物で、フェンの無軌道な行動には度々眉をひそめる。
実は八聖者の一人、木の聖者「ヤマーン」の生まれ変わりである。
クランド=ストラ連合軍結成後は副将の座に就き、将として成長途中のラマールをワルサとともに支えている。
ダム・ダーラ
聖華八門を率い様々な計略を巡らす練法師。聖刻教会練法師団をも支配下に置き、その力は八門の門主が束になっても歯が立たないと言われるほど強大。教会練法師はローブの色で問派が判別できるが、八門には無い黒の装束を身にまとっており、どの門派に属するかさえ不明である。配下からは「大師」と呼ばれている。また、敵対するものからは「魔人」とも称される。
意識操作を得意とし、自らは表舞台に出ることなく多くの人の心を操って戦乱を招こうとする。実体を現した際も、ラドウの親友であった東方教会の練法師（第一部）やダウスのクローン（第二部、第三部）のように別の人間に憑依しており、本人が姿を見せることはない。
ハイダル・アナンガの「選ばれし者」であるが、ハイダルに対する際の言動は主のようにも下僕のようにも見える両極端なものである。また目的のためには何重もの策を準備し、あたかも詰め将棋のごとく事を運ぶ一方で、自分を滅ぼしかねない因子をあえて残すなど、謎の多い行動を取っている。
本来の肉体は聖剣エル・ミュートの人間向け「写し」により北方の聖なるソーマ樹で磔にされていた。ヴァルダ・カーンの復活によって発生した莫大な聖刻力を用いてエル・ミュートの呪縛から解放され、みたびの暗躍を開始する。
ゾマ
聖華八門の風の練法師。ダム・ダーラが自ら育成した秘蔵っ子とされ、大師の名代として聖華八門を取り仕切るが、他の練法師達からは反感の目で見られている。拳法家のような恵まれた体格をしており、格闘戦の心得もある。また、「気（プラーナ）」を操る術の可能性に独力でたどり着くなど術の能力も高い。ダム・ダーラに絶対的忠誠を持っていたが、あるとき以降不信の念を持つようになった。
その正体はフェンの父親ハオの血を使い、外道の門と呼ばれる秘術で創り出された人形（クローン）。
自らの出自と創造者ダム・ダーラの消失、何より心通わせたカルラの死により己の存在意義を見失い東方の山奥に隠棲したが、そこで八機神「フェノ・タイクーン・ロウ・ブライマ」（風狼の操兵）の操手に選ばれた事で自分が八聖者（風の聖者「ヴァルナ」）の転生者である事を知り、自分の存在意義を見定める為、封印者としての使命を受け入れる。
リムリア・ラフト・メネス
ラマス教ソーブン寺管長ハラハの養女でフェンの幼馴染。ジュレと並んで、フェンが絶対に太刀打ちできない女性の一人である。突如村を襲ったグルーンワルズにさらわれ、彼女を取り戻すためフェンは村を出る。実は滅ぼされたホータン国の王女であり、ウルオゴナの侵攻によるアラクシャー陥落の際にハラハに託された。ホータンは代々女王が国を治めており、歴代の女王はすべてリムリアを名乗っていた。彼女も次代の女王を継ぐことになる女性である。ホータンの都アラクシャーにある先史文明の遺産<白亜の塔>の要となる存在であり、物語の鍵を握るキーパーソンの一人。それゆえに数奇な運命をたどることとなる。
第一部最終盤でホータンの女王として正式に登極。第三部ではヴァシュマールの暴走により危機に陥ったフェンを助けるために尽力する。第四部では出生の秘密が明らかとなるとともに、「輝ける者（ジュレミィ）」が最後に生み出した「リムリア」であるレムールの母を装うこととなる。また、クレイグ達による<白亜の塔>攻撃を受けて精神的にも追い詰められていたことから、ダム・ダーラの目をアラクシャーから反らす目的も兼ね、フェンに誘われてともに旅立つ。
歴代リムリアの集合意識と接続したことにより数千年にもわたる国家運営のための知識を備えており、他国の王が及ばぬほどの司政力をもつが、村娘として育ってきたため、自信に欠ける面がある。
レムール・ティア・メネス
「輝ける者」の意志により<白き塔>の人工子宮から生み出された最後の「リムリア」にしてホータン国王女。初代リムリア以来の「勇者フェンの転生と結ばれる」という願いが果たされたことにより存在意義を失った歴代のホータン女王「リムリア」の集合意識を救済するための「器」として誕生した。記憶こそ失われているものの、統合された歴代リムリアの魂が宿っており、嬰児でありながら表向きの母親であるリムリアよりも表向きの父親であるフェンの方になついている。

### 聖華八門
大師ダム・ダーラの手足となって暗躍する八人の練法師。各門の門主ではなくダム・ダーラの完全な私兵である。いずれも実力はかなり上位の術者であり、練法師団の地位において第15階梯以上の練法師で構成される（ゾマは第18階梯）。呪操兵も強力な古操兵を持ち出している。
アルバ
表門第1位 陽門（リーチャ）の練法師
第1位の自分を差し置いて聖華八門を差配するゾマに反発を抱き、長の座を奪おうとするプライドの高い男。
ガルダ
表門第2位 金門（キンガイ）の練法師
対操兵戦に絶対の自信を持っている。
バルサ
表門第3位 火門（フォンハイ）の練法師
最初にフェンを狙う練法師。
ラージャ
表門第4位 木門（ムウナ）の練法師
門の序列にこだわり、第一位のアルバに服従している。
カルラ
裏門第1位 月門（ユイーズ）の練法師
聖華八門中唯一の女性。ゾマに好意を持つ。次の門主候補になるほどの術者で、似た姿の影を配下に持っている。妖艶な美女だが、100歳を超える古参の術者。
ダム・ダーラによってゾマと愛し合うよう運命を仕組まれていたが、それが分かってもなおゾマとの愛に生き愛に死んだ女。だが仮面に意識を残しており、影の誰かを乗っ取れば再び身体を得て蘇る事も可能だった。しかし当人はそれを望まず、自身に最も存在が近い影だったラーパティにゾマを託した。
ゾマ
裏門第2位 風門（フェンレイ）の練法師。以下は#主要人物の項目参照
シーター
裏門第3位 水門（シュイチ）の練法師
ラドウ暗殺の命を受け、フェンやガルンと対決する。
ダロト
裏門第4位 土門（ツファオ）の練法師。以下は#その他の項目を参照。

### 聖刻教会関係者
ネーザ・ロズワルド・デ・ラ・オーム
聖刻教会の頂点に立つ法王。ダム・ダーラの意識操作により計画に加担していると思われていたが、法王になる以前よりダム・ダーラやザトウク家・現大老のタイトと結託して後ろ暗い手段をも用いて出世を果たしてきた。儀式や伝統、口伝を軽んじ権勢欲に溺れる、教会の腐敗の象徴のような小人物である。ダム・ダーラが斃れた後も聖刻騎士団を増強し、世俗への支配を広げようと画策している。
ラマール・クランド・ルーナス
ラドウ・クランドの孫で八聖家の一つクランド家の現当主。まだ12歳の少年。
法王勅命を受け<白き操兵>討伐名目の軍勢の総大将となる。名目だけの役職に苦心しつつも、陰ながら教会を改革しようとする勢力の助力を得、なんとか軍の体裁を揃えて南部域を目指すが、本人はガルン討伐のことしか頭になかった。
元々真っ直ぐな性格ではあるのだが、両親を早くに亡くしたこと、名家の当主という重圧、理想と現実のギャップもあって、意固地で我が侭、癇癪持ちの悪癖となってしまい、家臣を困らせている。しかし、行軍中も日々成長しており、時折り大器の片鱗を覗かせるようになっている。イスルギーンとの決闘においては弱冠にして人機一体の境地に達し、イスルギーンを心服に至らしめた。
「ルアンムーイの戦い」において法王とザトウク家に対し反旗を翻し、クランド＝ストラ連合軍を結成。聖刻騎士団と袂を分かつ。
ワルサ・ジュマーダ
クランド家の家臣で北部域管轄の白虎騎士団の准将位にあったが、ザトウク家により騎士団を罷免される。聖四天王「北部の猛虎」の異名を取る八極流の使い手。ラマールの小姓頭で剣術指南も務める。
忠義に篤く、味方の少ないラマールを時に厳しく時に優しさをもって支える。
バクル老が引退したのち、クランド家の執事の座を引き継ぐ。
バクル・サーサーン
ラドウ・クランドの従兄弟で、ラドウの現役時代からの老臣。クランド家執事も勤め、幼いラマールの後見人として駆け引きや妥協のできないラマールに代わって対外交渉を一手に行い、ザトウク家や教会からの盾となっている。
白虎騎士団師将という地位にありながらなお最前線に立っていた古参騎士で、「ルアンムーイの戦い」における青龍騎士団との決戦において、自軍の劣勢を挽回すべく近侍衆を率いて敵本陣への玉砕覚悟の斬り込みを敢行。一命は取り留めたものの、一線を退いた。
イハル・ロウ
ストラ家伝来の家臣、ロウ家の当主。ガルンの親友であったヨハルの父で、聖刻騎士団の幕僚の一人として大動乱を戦い抜いた騎士。ロウ家は篤い忠義心を持ってストラ家に仕えてきた名家で、中でもイハルは「千の操兵に匹敵する」稀代の軍師として知られており、数々の作戦で勝利に貢献してきた。
ストラ、クランド両家の衝突を避けるべく、ガルン討伐も目的である勅命軍にストラ一門の騎士と共に加入する。
「ルアンムーイの戦い」で一世一代の策により、命と引換えにクランド軍を反法王派へと寝返らせる。遺言として数々の策を密かにワルサに託す。
イスルギーン・ツベルク
東部域を管轄する青鳳騎士団の聖騎士。長々刀を振るう「天流」の剣士で、乗機のレイファーン・ティンも背に長大な太刀を背負っている。大動乱を戦い抜き100の首を挙げたという歴戦の騎士であり、聖四天王「東部の荒鷲」と呼ばれるほどの使い手。
しかしあまりに凄惨な戦いの虚無感から酒に溺れる破戒騎士となってしまった。度重なる素行不良により平騎士に降格され、ザトウク家の専横による騎士団の腐敗に心を痛めながら常に厭世的な態度を取りつづけていたが、ラマールの大器を認め遠征軍に参加する。
テルガー・カムリ
八聖家の一つ、カムリ家当主グッテン・カムリの長男。西部域を管轄とする黒狼騎士団の聖騎士であり、独自に編み出した一撃離脱の剣術「黒狼剣」で敵を切り刻む戦い方から＜西部の餓狼＞の異名を取ることになった。聖四天王戦の頃は勝ちにこだわるトゲトゲしいだけの無愛想な男だったが、再登場時には、自分と境遇の似たクリシュナを立ち直らせようと世話を焼き、戦乱に巻き込まれる民衆を命がけで避難させようとする真の聖騎士になっていた。
西部域の動乱を利用して自家の勢力を拡大しようとする父に反発し、戦乱を鎮めようと独自の行動を始める。ヴァルダ・カーンに乗っ取られたアルタシャールによって致命傷を負わされながらも魂のみで操兵を駆り、友であるクリシュナを救おうとする。
イライザ・ザトウク
ザトウク家当主グラハの従兄弟。軍監として法皇勅命軍に加わる。神形流の免許皆伝であり、剣の技量も極めて高い一方で、「黒狐」の異名で知られる策謀家でもあることから「グラハよりよほどラズバーンに近い」と評されている。それほどの資質を持ちながら家督に一切野心を見せないのは、息子グラハを溺愛するラズバーンの恐ろしさを知り抜いているからである。ラマールを失脚させるために暗躍するも、聖四天王らの活躍により失敗。死兵と化したイスルギーンの剣により因果応報の死を迎える。
ムゾレ・タランテ
ガルンの友人で赤龍騎士団に所属する聖騎士。だが長髪に着崩した制服、やさぐれた口調と聖騎士らしさはまるでない。
世俗騎士上がりで、大動乱により領地を失ったところを聖刻騎士団に迎え入れられた。同じ小隊のガルンを、家柄だけで苦労知らずの坊ちゃんと毛嫌いしていたが、戦局打開のために自らの危険を顧みない奇襲作戦を立てたガルンを認め、刎頸の友となった。
弓の名手で、乗機のラサー・ナヴァルカも狩猟機としては珍しく弓を主兵装としている。
クランド＝ストラ連合軍では傭兵部隊の指揮を任されている。
イネス・ストラ
ガルンの妹。幽閉中の父を案じ教都に向かうが、ガルンとラマールを対決させようと画策したザトウク家により人質となる。
かつて、ガルンの親友ヨハルの婚約者であった。現在は、ラマールとガルンの小姓だったキサナがそれぞれ片思い中。
ザトウク家により害されることを案じたリクド司教が「聖女」として認定し、討伐軍に加わった。当初は身の安全を保障するための方便ではあったはずが、半ばトランス状態でラマールを導くなど、次第に《アーリアの聖女》としての格を顕しつつある。
キサナ・チュミナ・アサル
ストラ一門の騎士で元はガルンの小姓。
イネスを想い人としていたため護衛として付けられていたが、ザトウク家の襲撃に最後まで抵抗して重傷を負う。
ガルンに合流後は哨戒部隊を務めていたが、四鳳騎士団と遭遇し部隊は壊滅。キサナ自身も手傷を負いながらも隊長格の《シャトール・ティン》の首級を挙げる。そのため四鳳騎士団との決戦では初日にこそ参加できなかったものの、二日目には傷を抑してガルンの後衛を務めた。
のちにロウ家に婿入りして、家を継ぐこととなっている。
ミュン
イハル・ロウの娘（聖四天王戦で意に沿わず刺客とされたハムレイ・ゴンドワの遺児である可能性が高い）。キサナの婚約者であり、成人の暁にはキサナを婿に迎えることとなっている。
ミカルド・マディン
大動乱が勃発した当時、赤鳳騎士団に所属していた聖騎士。破門された八聖家の一、ルドラ家の末裔であり、かつては生家の再興を目指していた。熱心な聖刻教徒であり長々剣を自在に振るう天流の使い手として名を知られていたが、団から姿を消し行方不明となっている（騎士団の記録では脱走となっており、籍も抹消されている）。
実は当時の団将ラドウの密命を受け、ジャラン・ナムと共に北方の探索を行っていたが、ダム・ダーラに殺された。
その後、ダム・ダーラの手により蘇生。その際に八聖者「アチュラ」も含め、過去生の記憶をすべて取り戻し、ダム・ダーラの計画の本質を理解した上で軍門に降った。神樹編では「聖クワルメー祭」に金門の随員役として参加。祭事の後にダム・ダーラの使者として法王と面談し、「現在中原に戻った《白き操兵》と戦って、力量十分とみなしたならば我々ダム・ダーラの配下四名に『聖四天王』の称号を与えてくれ」と告げる。次いで、20数年前の消息を絶った当時と変らぬ容姿のまま、かつての同僚で現在は四鳳騎士団参謀を務めるカフス・ロウランの前へ現れ、クランド＝ストラ連合軍に降伏するタイミングについて忠告を行う。その上で中原へと向かうと、カイユとともに獣機を従えてアラクシャーを襲った。
対峙したゾマが呆れるほどに口数が多い。一方で戦闘中でもあるにも関わらず乗機であるアウラ・レイヴァーティンを傷つけられたり「元」聖騎士と呼ばれたりするだけで容易に頭に血を登らせるような感情的な側面を持つ。
アラクシャー襲撃後はカイユとともに法王にアラクシャー襲撃の報告と交渉を行い聖四天王に代わる新称号「四神」を設けさせるとヒゼキア=スラゼン連合王国へと飛び、ジャラン・ナムの前に姿を現す。カフスの際とは異なり、かつての「兄弟」でありながらダム・ダーラと己の野望の妨げとなりうるジャランを「暇潰し」と称して殺害しようとし、激しく剣戟を繰り広げるものの、カイユがメルの拉致に手間取っていたため戦闘を中断、レイヴァーティンでクベーラの排除とメルの確保を行った。
カイユ
破落戸めいた男であり、ダム・ダーラの手駒の一人。素性は明らかではないが、どうやら水の聖者「ラクーシャ」の転生であるらしく、現在もクランド家が管理しているはずの八機神「ヴァルダラーフ・シャンパオ」をなぜか乗機としている。
教都ワースランでの「聖クワルメー祭」において水門の随員役として参加。法王ネーザに聖刻騎士団の暴挙を直訴した巡礼者に密かに黒き血を飲ませ、獣化させたうえで謀殺した。
自身も肉体に《黒き血》を注入しており、これを制御することにより肉体を強化している。また、剣技・練法どちらも「刷り込まれた」ものであることが示唆されている。
アラクシャー襲撃ではミカルドを支援してゾマを追い詰めるも、突如現れたフェンに生身のまま翻弄された後前方撤退。<白亜の塔>の防衛機構を破壊しているさなか、自律機動したヴァシュマールによってミカルドおよび獣機共々瞬殺されるが、ダム・ダーラの仕込んでおいた術により生還する。
その後、ヒゼキア=スラゼン連合王国に現れるとメルを拉致しようと試みるが、ダロトが命懸けでこれを阻止。さらに現れたアルタシャールとの戦闘で圧され撤退もやむなしという状況まで追い込まれるも、ミカルドがメルを捕獲しダロトをも人質にとったことで形勢逆転し、計画通りメルを拉致して立ち去った。
ダロトとの操兵戦の最中、結印なしに練法を用いたことから刺青として描き込んだ紋様を媒介に発動する「刻印式」を利用していることを見破られる。続くクリシュナとの戦いでは、彼の乗るヴァルダラーフは複製品であり、なおかつ《黒き血》で強化した《黒の使徒》と呼ばれる量産可能な強化機であると告げて心理戦に持ち込もうとするも百戦錬磨のクリシュナには通じず、事実上の敗北へと至っている。
ルツ
エドン家に仕える<調整された練法師>。赤目（キリト）の出自。大ドワルドの命により、クランド・ストラ両家に協力していた。
当人は謙遜しているが、ザトウク家と練法師団の警戒網を潜り抜け、アグ河の戦線から教都ワースランまで密書を届けた実力を持っている。神樹編で再登場し、実態は調整など受けておらず、エドン家の内情を探る密偵であったことをミカルドに告白している。
実は八聖者の一人、陽の聖者「マハーバラ」の生まれ変わりであることが、八機神「リィノ・クワルタク・アバスターク」（陽鳳の操兵）の操手であるという事実によって示唆されている。
聖樹編では「クレイグ」という名を与えられ、ダム・ダーラの命を受けルツとカイユによる陽動のもと<白亜の塔>内部に侵入。地下の鉱油生産プラントでレプリカのアバスタークを自爆させ、白亜の塔もろとも聖都市街地を破壊する。メルを拉致する際には別働隊として《拝火》の里を襲撃し、アシュギニーを強奪した。
スーズ
がっちりとした体躯の男の姿をした、ルツが術によって操る傀儡。
八聖家
信仰心があつく聖刻教会に顕著な功績のあったとされる八つの名家のこと。それぞれが教会や騎士団の要職に就く事が多い。7世紀ほど昔に、ルドラ家が教義を巡って法王と対立し一門ごと破門されている。このため八聖家といいながら数百年に渡って七家しかなかったが、大動乱後にカムリ家が取り立てられている。
クランド家 当主：ラマール・クランド
北部域の武家の名門で、歴代当主が多く聖刻騎士団団将に就いている。ラマールの祖父ラドウは先々代の聖刻騎士団団将で「機神」の称号を持つ当代最高の騎士でもあったが、当時の法王アショーカの崩御に伴い職を辞して隠居した。ラドウの息子は三人とも早世していたため、家督は当時6歳のラマールが継いだ。
現当主ラマールは幼いために無役であったが、法王勅命軍総大将を拝命した際に聖刻騎士団軍将に任じられた。
ザトゥク家 当主：グラハ・ザトゥク
北部域の武家の名門。輩出した聖刻騎士団団将はクランド家に次ぐ。武威よりも智謀をもって貢献してきた一族で、公にはされないが暗殺など裏活動も一手に行ってきた。
現当主のグラハは、ジャンを追い落として聖刻騎士団団将の地位に上り詰めたが、歴代で唯一操兵に乗れない団将であり、技量・カリスマ・知略いずれにおいても騎士団幹部のみならず家内の側近からすらも団将として格が足りない存在と見られている。このために、実質的に一門を取り仕切る先代当主ラズバーンは自分の存命のうちに地盤を磐石なものにしようと、クランド家、ストラ家の没落を狙って精力的に活動している。その智謀は教会改革派が最も恐れる存在ながら、実際は極めて孤独な立場であり、皮肉にも人質としているはずのジャン・ストラこそが最大の理解者となっている。
カランダル家 当主：リクド・カランダル
東部域出身で僧侶を統括する最高位の司教、教務団総括総管区長を勤めてきた。
反ザトウクの姿勢を取り、各地域の教会を通じてラマールを支援する。
ストラ家 当主ジャン・ストラ
南部域の武家の名門。数百年前にクランド家から分家した北部の一族だが、南部に移り教化を行ってきた。当主ジャンは聖刻騎士団団将であったが、嫡子ガルンがラドウ暗殺の嫌疑を受けたために失脚し、政敵であるザトウク家預かりの身となっている。
南部域では圧倒的な支持を受けており、ストラ家のために命を捨てる覚悟の騎士がアーリアの国家騎士の中にもいるほど。
エドン家 当主：ドワルド・メル・エドン
大ドワルドと呼ばれる当主は法王の知恵袋と呼ばれ、法王側近の「八賢連」の長を務める。
白髪赤目の長命種<北方人>の血を引く数少ない一人で、エドン家でも赤目は大ドワルドのみである。三代の法王に仕え百歳をとうに超えていると言われている。
法王ネーザの野望と勅命軍派兵の隠された意図を見抜いており、それを逆手にラマールの元に教会改革派を糾合する道筋をつけたのち、役目を終えたかのごとく死去した。
跡は孫のドワルド・ボル・エドン（小ドワルド）が継いだ、ということになっているが、大ドワルドの異常な長命を隠す偽装で、実は息子である。
カムリ家 当主：グッテン・カムリ
西部域の軍閥。当主グッテンは四狼騎士団の団長（軍将）。大動乱時聖刻騎士団が度重なる消耗に耐え切れず壊滅の危機にあった際、西部域の豪族をまとめて上げて聖刻教団に加勢し、戦局を覆した功績で八聖家入りした。
野心家のグッテンは、自家の勢力を拡大しようと西部域の混乱を裏で煽っており、ついには四狼騎士団を率いて聖刻騎士団を離脱した。
センザン家 当主：ミシャーギ・センザン
東部域の商家出身の一族。現当主ミシャーギは教会の大財務官を勤める。50代の恰幅が良い太鼓腹の、いかにも豪商らしい姿をしている。
反ザトウクの姿勢を取り、財政面でラマールを支援している。東部域最大の商都ヴィシャーム商業匠合筆頭をも務めており、当地を治めるバナトス国王や青鳳騎士団にも大きな影響力を持っている。
商人という教会としては卑しむべき職についていることから軽んじられ、立場も八聖家では末席に過ぎないもののその教会に対する忠義は本物であり、ラマールやガルンが無意識に彼の陰働きを軽んじた会話を行っている場に出くわした際は痛烈な皮肉を交えながら激怒する様を見せた。
なお、聖樹「参」P105-P107では「ユジック・ゴウラン」と誤記されている。
ゴウラン家 当主：ユジック・ゴウラン
ゴウラン家は代々操兵作成の秘儀を受け継ぐ工部の一門で。その特殊性から教会で唯一世襲の役職に就いており、当主が代々操兵鍛冶匠合の総代を務める。
ユジックは、東方全域の鍛冶の頂点に立つ技術を持つ職人であり、八聖家当主でありながら自ら血液と油にまみれて整備を行う。また教会の敵であろうと「操兵の整備に関しては中立」という大原則を貫き、損傷と整備不良に窮するクランド軍には操兵鍛冶を引き連れて自ら駆け付けた。
八聖家でありながら操兵しか頭に無い人物と批判されるが、八の聖刻に関わる秘密と兵器としての操兵が国家のパワーバランスに与える影響を知り尽くしているからこそであり、現在の教会に表立って批判はしないものの一線を置いている。ただ、本人がいわゆる操兵バカなのもまた事実で、致命的欠陥機であり、自軍に損害が出るのが明かなグーリ・シャルバーンの投入を認めたのも、技術者としてのどうしようも無い性質からと語るなど、良きにつけ悪しきにつけ、操兵一筋の性格である。
なお、グーリ投入の責任を追及された件については「あんなヤツと一緒くたにするな」と、グラハと一味のように扱われたことの方に憤っており、中立を旨とするもののグラハのことは相当に嫌っているようである。

### その他
ガシュガル・メヒム
グルーンワルズ傭兵騎士団の団長。爆発的な「気」の使い手であり、またの名を<蒼狼鬼>として知られる男。
元は20年前に滅ぼされたヒゼキアの騎士であったが、王都陥落の際にまだ赤ん坊の王子と共に脱出した。一時期ヒゼキア残党グループにも身を置くが、活動に見切りをつけて離脱し以降は手段を選ばぬ傭兵騎士として生きてきた。
聖華八門に雇われ、リムリア誘拐とウルオゴナ軍の一翼としてダマスタ侵攻に参加するが、旧友バール＝ダロトと再会したことで母国再興に立つ決意をする。しかしクリシュナ隊との交戦により騎士団は全滅。更には我が子同然であり主君でもあるゼナムを過って自らの手にかけてしまい、片足を失った上に白髪の老人のような姿に変わり果てた。以後は精神を病み酒浸りであるが、狂気をまとった力は以前に勝るほどであり、時にただ1騎で戦況を引っくり返す驚異的な戦闘力を発揮する。後に語られるところによると、生涯スコアは500騎以上に上ったという。
騎士団名に着けた「グルーンワルズ」はヒゼキアの復讐神の名であり、ヒゼキアの国家騎士団名として受け継がれている。
第三部最終盤ではダウス＝ダム・ダーラもろともヴァルダ・カーンを斬り、己の命をもって妄執に対しけじめを果たした。
ダロト
聖華八門の土の門の練法師。グルーンワルズ付きの練法師となりガシュガルを補佐する。元の名はバール・デンドル、ヒゼキアの神殿騎士で、スラゼンに捕らえられて拷問を受け顔を切り刻まれている。ダム・ダーラの計画の布石の一つとして、既に壮年であったにもかかわらず練法師教育を受けて術者となった。親友であったガシュガルとともにヒゼキア再興をもくろむ。
実は八聖者の一人、土の聖者「クベーラ」の生まれ変わりであることが、八機神「ツォノ・パドゥマ・クベーラ」（土虎の操兵）の操手になったという事実によって示唆されている。
「黒の僧正」再封印後は騎士の姿に戻り、第二部以降に自身が犯した罪を贖うべく王都ア・ゴーンから離れた山中で《黒き血》を制御する研究を行っている。とくに自らが謀略に巻き込んだ拝火の民、とくにメルに対しては慚愧の思いを抱いており、彼女が《黒き血》による発作を起こした際には本来人目に晒すべきではない機体であるクベーラを日中に駆ってジュレの元へと送り届けている。
カイユが甘言を弄しメルを連れ攫おうとした際は危機を察するや否や駆けつけ、密かに地中で情報収集を行った後メルを救出して逃走するが、クベーラが未だヴァルダ・カーン戦の痛手より癒えていなかったこともあり、クリシュナの手助けを受けながらも最終的にはミカルドによって痛撃を受けメルを奪われてしまう。
ゼナム
グルーンワルズ傭兵騎士団の副団長。幼いころにガシュガルに拾われた孤児で傭兵暮らしが長いとは思えぬほど実直な青年である。ガシュガルとは実の親子以上の絆で結ばれていたが、クリシュナが率いる義勇軍との合戦の際誤ってガシュガルの手によって殺害されてしまう。
実はガシュガルが使えていたヒゼキアの王子であり、国が滅んだ際に騎士ガシュガルに託された。本名はダウス・ハンゼム・ヒゼキア。
二部冒頭においてダロトの術により復活するが、まさにそれこそがダム・ダーラの計画通りの行動であり、傀儡として「黒の僧正」復活のための謀略を巡らせてゆく。
ジャラン・ナム
傭兵騎士団<鬼面兵団>の団長。<青髭>の二つ名でも呼ばれている。勝ち馬に乗る通常の傭兵と異なり、敗色が濃い陣営に付きたがる変わり者の傭兵。それでも勝ちを拾い生き抜く百戦錬磨の騎士である。負け戦確定としか思えないダロトの母国復興計画に面白みを感じ、傭兵の旧知であるガシュガルとの縁もあってヒゼキアに雇われることになった。
鬼面兵団を団員ごとヒゼキアの国家騎士団グルーンワルズ亡霊騎士団とし、ガシュガルを団長に据えて自分は副団長に納まった。精神を病みつつあるガシュガルに代わり、当初の戦いはほとんどの場合はジャランが指揮を執っている。
実は八極流を修めた元聖騎士であり、かつて「聖四天王戦」で若き日のジャン・ストラとも刀を交えたことがある。もっとも、腕こそ立つものの聖騎士時代から素行はよくなく、特に女癖が悪いことで悪名を馳せていた。大動乱前夜、ラドウ・クランドの命によりダム・ダーラ暗殺に向かったが、その後は暗殺任務を与えたラドウを含め堕落した聖騎士団に幻滅し、騎士団に戻らずに傭兵となった。窮地の闘いを幾度もくぐり抜けた果て、もはやその「気」の扱いはガルンすら上回る達人の域に達している。
三部終盤で右腕を失うものの、女癖の悪さは変わらず、看護を行う侍女に手を出すことを繰り返しており、治療を行っているジュレに叱られている。
サラート・ジャベル
グルーンワルズ亡霊騎士団長となったガシュガルの副官。ダウスが帰還するまで長年ヒゼキア残党のリーダーだったザゴーラ・ジャベルの息子。
父ザゴーラが監視役をかねて副官に付けたが、実際は軍義に顔も出さない団長の代わりに頭を下げるのがほとんどの仕事である。実戦でのガシュガルの狂気じみた強さを見ており、その強さに憧れに近い思いを持っている。このため、まったくやる気を見せないために重臣に白い目で見られている上官を盛り立てようと、必死に務めている。
第四部ではヒゼキア・スラゼン連合王国女王の親衛隊長を務めている。
オーザム
かつて、ヒゼキアのカーン神殿で<八の聖刻>を鎮める役目に就いていた練法師一族アバダ（拝火）の青年。
一族は教会練法師に駆逐され中原に逃れ、カーンの真・聖刻と古操兵ヤークシャ・キランディを護っていたが、ダロトが国家再興を企てた際にそそのかされ、一族復興に同調する若者たちと共に真・聖刻とキランディを奪って里を抜け出した。
ダロトの配下として忠実に任務を行う裏で、ダロトを出し抜いて八の聖刻の力を我が物としようという野望を持っている。
実は八聖者の一人、火の聖者「グリーヴァ」の生まれ変わり（の一人）であることが、八機神「フォノ・ヤーマ・アシュギニー」（火龍の操兵）の操手になったという事実によって示唆されている。
メル
オーザムの妹。刺客としてフェン一行に送り込まれる。一族再興のために全てを捨てる兄に道具同然に使われているが、それでも兄を慕い続けている。
すべてを知りながらも変らずに接してくれるフェンのため、黒い血に侵食されたクリシュナとアルタシャールを救うための重大な使命を受け入れる。
実は八聖者の一人、火の聖者「グリーヴァ」の生まれ変わり（の一人）であることが、八機神「フォノ・ヤーマ・アシュギニー」（火龍の操兵）の操手を兄から引き継いだという事実によって示唆されている。
第四部の時点で左手が「黒き血」に侵され、一時は獣化の危機に陥るものの、ジュレの治療により小康状態を維持することに成功する。だがその後も発作を繰り返し、いまや左手は獣毛に覆われた異形の姿となっているため人目につかないように振る舞っている。
エルシェラ・スラゼン・ヘルクレオ→エルシェラ・ハンゼム・ヘルクレオ
かつてヒゼキアを滅ぼしたものの、その直後にハグドーンに滅ぼされたスラゼンの王女。ライリツに亡命し、エルシェラ公女としてその庇護下にあった。共に滅んだ母国復興のために、かつての仇敵同士がヒゼキア・スラゼン連合王国を興すことになったため、ダウス王子と婚礼を挙げることとなる。
容姿に恵まれ、勝気で本人も常に男装して操兵に乗っているが、実は剣を抜いたこともなく操兵の操縦もできない。
貴人として甘やかされていたために、気位ばかりが高く超の付くワガママな上、自分の意見が通らないと途端に癇癪を爆発させる。政治的駆け引きなどお構いなしの発言をしては側近に冷や汗をかかせている。
超人揃いの登場人物の中では珍しい、「普通のダメな王族」だったが、母となったことにより少しずつ変りつつある。
ラーパティ
月の門の練法師。
カルラの影の一人であり、心身共にかなり深い部分まで彼女に似ている。それ故かカルラが最も可愛がっていた影。ウルオゴナの首都デュラハーンで、表向きは高級娼婦、裏では盗賊匠合の長に納まって情報収集や工作を行っていた。
ゾマへの刺客として放たれたが、実力差の前に簡単に敗れた上にゾマの保護下に入る事になった。その後、月の門主ソティスがゾマを倒そうと襲撃してきた際にカルラの仮面をかぶったが、カルラは体を乗っ取る事はせず、逆にカルラから術と記憶、そしてルーズ・ルーを託された。
永く市井で暮らしていたため、練法師でありながら胃袋などがかなり俗人に近い状態になっている。そのため練法師でありながら食事を普通にとっている。
テラ
ジンバー山麓の村娘。不思議な声に導かれて禁忌とされる山に入り、死に瀕したゾマと出会った。以後生きる気力を持たないゾマを助けようと献身的に尽くす。
禁忌を犯したために既に帰る場所は無く、ゾマが封印者の使命を受け入れ生きる気力を取り戻した後も、無理に里に帰そうとせず受け入れ、ラーパティ共々行動を共にしている
偏屈で朴念仁のゾマやヘソ曲がりのラーパティとうまく付き合うコツを心得つつある。一般人でありながら八機神に同乗したり、教会練法師団の本拠に入るなどの、稀有な経験をしている。また、練法に幾分の適性を持つ。
ダハール・ラドラ
工呪会の交渉人。クリシュナの祖父にアビ・ルーパを薦めた人物。以降、常にクリシュナの先回りをするがごとこく、彼の前に現れる。
常に笑みを絶やさない人あたりの良い中年男性で、中原管轄の交渉人は出世コースから外れた閑職とされていることもあって、どことなく風采が上がらないようにも見える。だが、その実は工呪会でもかなり高位の地位にあり、大国シンを始め各国の軍上層部にも太いパイプを持つ。また、<封印者>の組織に連なる者であり、聖刻の秘儀に通じている人物である。東方連合軍の攻撃を受けているシンを間接的に援助するため、クリシュナを仇と狙うダロトに協力するなど、任務には冷徹なまでに忠実でありそのためにはいかなる犠牲も厭わない。クリシュナは人物像を見抜いて付かず離れずの距離で接していたが、それすらも彼の掌の上なのには変わりは無かったのである。
聖刻群龍伝のイザーク・ラドラは実父である。
二重三重の仮面に隠して心情を表に出すことはほとんど無く、加えて特殊な術を施されているためダロトの読心すら通じないが、操兵に関わるときは技術者としての心情を垣間見せることがある。また、過酷な宿命に翻弄されるクリシュナに対しては任務を超えて同情心を持つようになっている。
それが己に仕掛けられた自死の律に触れることを承知でアルタシャールの秘密をクリシュナに明かし、人知れず世を去る。
イーシュナ
八聖者の一人、月の聖者の名。
アルタシャールの適格者としてのクリシュナの前世は西方の練法師組織「至高の宝珠」の女性練法師（月門）で、<白き女王>の<選ばれし者>に仕える術者として八聖者にちなみ「イーシュナ」の名を与えられていた（実際には、その八聖者の転生でもあったのだが）。
約500年前に西方で<白き女王>と<黒き女王>が激突した際に黒陣営により黒い血を注入されてしまい、無差別殺戮に走ったために味方に殺されていた。
記憶と人格がクリシュナの内に残っており、クリシュナがハイダルの黒い血に侵された際に身体の主導権を握り表に出てきた。この際に身体は女性化しているが、クリシュナの覚えた剣技は継承しており、神殿騎士として通用するに足る剣技を修めているはずのバールでも歯が立たなかった。
気まぐれで破壊好きだが自信過剰な面があり、一度は押さえ込んだ（と慢心した）黒い血に現代でも再び侵食されてしまう。
イル・カタム
フェンの友人で、ダマスタ周辺を縄張りとする遊牧民の戦士。
ウルオゴナのダマスタ侵攻に対抗するため諸部族の戦士を取りまとめるが、ダマスタ先遣軍の指揮官ゴル将軍が頼りにならないと見抜き、ガシュガルとの戦闘で負傷し味方に見捨てられたクリシュナを救出して指揮官に据え義勇軍を結成した。
ギルグ
聖刻教会操兵鍛冶匠合の鍛冶師。技量は非常に高いものの性格的に匠合のねじれた縦社会に馴染めず、「異教徒への技術指導」という名目でウルオゴナへ飛ばされた。ウルオゴナのダマスタ侵攻失敗後、敗戦の責任を押しつけられて処刑されかかったところを危うく逃れ、第四部時点ではアラクシャーの外輪山外側にある屑鉄置き場で廃操兵の解体業を営んでいる。匠合に属していた際の誼もありラーパティが接触、屑鉄に仕込まれた獣機化の呪印の解除を依頼する。
匠合の正規操兵鍛冶師であったため、練法や呪術についての造詣も非常に深く、ダム・ダーラの名前や一般非公開の文献に遺された「黒き血」に関する伝承についても知悉している。ちなみにデュラハーンにいた際には、フェンとの戦いのあと手傷を負って逃亡するカルラを目撃している。
アレナ
ホータンの難民。リムリアが《聖華八門》に囚われた際、世話役としてあてがわれた。真摯な仕事ぶりからリムリアにも信頼され、ホータン再興後は正式に側近として仕えることとなる。第四部では前任者のラムラス婦人が引退したことから侍女長に昇進している。リムリアにとってもっとも大切な友人のうち一人でもある。四部開始の一年前に結婚している。人付き合いはうまいものの、「広く浅く」をモットーとしているらしく、リムリアやオーズといった例外を除き深い関係に踏み込むことはあまりない。
レムール誕生後は世話係を買って出ており、なぜかわが娘の如く溺愛。他の侍女どころか母親であるリムリアにすらレムールを委ねることなく、手を出そうとすれば牙を向いて威嚇する始末である。
オーズ・バルバラ
アレナ同様、ホータン難民でリムリアの世話役としてあてがわれた長身の女性。男爵家の出自であり、ホータン再興時に家格も回復している。極めて優秀な事務能力を持つため、第四部では秘書官兼政務官の地位に就き、新たに宮廷伯爵位を与えられた。アレナ同様、リムリアが王宮内で最も頼みとする友人でもある。
高潔で誠実な人物であり、第四部冒頭では開拓村に対し狼藉を働く国軍騎士の前に死を覚悟してまで立ちはだかる気丈さを見せる。まさにラジャスに踏み潰されようとするところをフェンによって救われたことから彼に対して恋慕の情を抱くが、リムリアとフェンの関係を知るが故に自ら身を引こうとしている。
ハダリー・ウム・ムーラ
ホータン国将軍。権勢欲が強い一方で実務性よりも自分の面子や感情を優先する傾向があり、決して有能な軍人とは言い難い。摂政を置かず親政を行うリムリアに不満を抱いているが、ただし王家に対する忠誠心は極めて強く、反リムリア派貴族とレイケン国第二王子とが結託して実行したクーデター未遂にも一切関与していない。ウルオゴナ侵攻直前に、当時王都の警備隊長だったハオを妬み、国境の砦の守備隊へと左遷した過去を持つ。
聖樹「弐」ではブローガの奮闘を妬み、自分の麾下の兵だけで獣機に対応しようとした結果いたずらに兵の損失を増やし、股肱の臣であった副官をも失ってしまう失態を犯すも、宮廷内のパワーバランスから辛うじて咎を受けずに済まされる。
なお、レムールのお披露目ではすっかり好好爺としてやに下がりながら、リムリアと等しい忠誠を誓った。
ブローガ
アラクシャー外輪山縦貫隧道内関所の警備隊長。
大変有能な軍将校であり、部下の信頼も非常に篤いが、それだけにムーラとの軋轢が絶えない。
ハオ・イーシュ
フェンの父。物語の時点では既に故人。
元はラマスの僧であったが、ホータン騎士団に入団。ウルオゴナの大群にヴァシュマールで立ち向かい、英雄の名をほしいままにした。しかし、白と黒の激突はこの世の破滅に繋がるため、ウルオゴナとの決戦を前に先代ホータン女王リムリア・トゥルー・メネスの命によりヴァシュマールとともに姿をくらました。
カロウナ村で操兵も騎士である過去も捨て開拓民として暮らしていたが、フェンを残し病死する（実際はダム・ダーラの手により呪殺された）。
マサリエ
ジュレの養母であった占い師の老婆。物語の時点では既に故人。
実は先々代の東方聖刻教会練法師匠合の「月の門」門主であり、「老」の一人格「イーシュナ（八聖者とは別人）」となっていた人物。わずか十数年の寿命しかないことを承知で還俗・受肉してジュレを養い、生きるためのすべを教えた。時間を遡って生前の彼女に会ったフェンが閉口するほど非常に口が悪いが、役目以上にジュレに対して深い愛情を注いでいた。

## 操兵
先史文明の叡智で作られ、古来より大陸において巨大な武具として扱われてきた鋼の巨人。全身を鎧で覆った身長約2リート（8m）弱の機械巨人というのが一般的認識である。この世界では最強兵器として扱われており、各国ともその入手に血道を上げている。伝承によれば、かつては自らの意思で動き、その息吹で天地を鳴動させ、巨大な力で幾千もの軍勢を退けたと言う。しかし、その力を恐れた神によって魂を奪われ、今では人が乗らなければ動かない武具の類になってしまったという。技術の失伝や聖刻石の品質低下のため、現在作られる操兵は古代の遺物の劣化複製品がほとんどを占め、一部の例外を除き古代からの叡智を残す東方の聖刻教会（以下、東方）と西方の工呪会（以下、西方）の二つの組織でしか操兵は製作されていない。
機種で大別すると一般的な人型をした狩猟機、簡易版というべき従兵機、呪術増幅機能に特化した呪操兵の三種に分類される。その他格付けとしては従兵機に分類されるが、隠密行動に使用される隠行機や、矢を連射できる弩弓兵など目的に特化した機体が登場している。また先史文明によって製造された操兵は「古操兵」「秘操兵」と呼ばれ、現在の操兵の性能を上回る機体も多い。中には非常に強力で呪操兵と狩猟機の区別が無いものや既存の分類のいずれにも当てはまらない特殊な機能を持つものも存在する。
操兵が動く仕組みは、正確にははっきりしていない。心肺器や筋肉筒が欠損していたり、肩や膝といった可動機構が損壊していたり、極めつけには操手抜きでも動作する場合がまれにみられる。ただ、仮面あるいはそれに類する機体専用の聖刻が装着されていなければ決して動作しないことだけは確認されている。

### 東西の操兵の違い
両者の最大の違いは、操兵の魂と呼ぶべき仮面の質とそれに応じた機体の生産法ならびに納品までの時間である。
一般に東方製の仮面の方が強い聖刻力（マーナ）を放つ。装甲は小ぶりな装甲板を金具や紐で連結したもの（ラメラーアーマー）で、基本的に盾を持たない代わりに厚めの装甲になっている（これは東方操兵の特徴というよりは、反身の刀を両手で扱う剣術が東方の主流のためである）。西方製に比べて作りが雑で故障しがち（これは東方の鍛冶匠合の構造的問題に起因している）とも言われるが、製造元である聖刻教会が教義として暴利を得ることを否定していることから、西方製に比べて安価となっている。東方では機体の特定の特徴をさながら生物のように分類し、「○○種」というくくりで区分・発展させている。乗り降りは背中側のハッチから行う。
西方製の仮面から放たれる聖刻力は東方製に比べて劣るため、機体の構造を工夫することで性能を高めている。後述する新型従兵機「ル・グリップ」や従兵機の一種「弩弓兵」などが好例で「アビ・ルーパ」の様に空調機能を備えた機体すらある。製造期間も一年未満～数年と東方に比べて短い。また西方では「重操兵」「中操兵」「軽操兵」のように主に機体の体格と設計思想による機種区分もするようになった。工呪会製の操兵は、薄く打ち延ばした鉄板の装甲（プレートアーマー）で、装甲板同士の連結部が少ない事から、特に狩猟機は全般に細身でスマートな機体が多い。動きもなめらかで故障も少ない高級機とされるが、精密な反面華奢で組討ちは苦手とする。乗り降りのためのハッチは胸側に付く。
中原では東西両陣営からの輸入に頼るため、操兵はかなり貴重な存在である。価格が安いため中原でも運用されている機体は東方製が多い。中原の剣術は西方同様に片手剣と盾を持つものが主流らしく、東方製の機体でも盾を装備するなど西方風の外観・装備に改造されてい機体も多い。また乾燥地帯が多いため、大型の防塵フィルターを装着している機体もある。東方諸国と直接対峙してるシン国には工呪会が肩入れしており、中原では珍しくシンの操兵はほとんどが西方製である。
両者は敵対的関係にあるが、西方の模倣から東方が従兵機（弩弓兵）を製作したり、東方の模倣から西方が隠行機を製作するなど互いに影響を与えあっているのは事実である。しかし、一から呪操兵を作成する技術は、西方では失伝して久しい。

### 操兵概要
仮面
狩猟機、呪操兵は頭に、従兵機は殆どが胸に装着されている。
仮面は素焼き状の素材で作られており、表面と裏面に特殊な顔料（塗料）によって聖刻文字が文様に書かれている。その仮面に儀式によって加工された8種類の聖刻石を8個ずつ、縦・横8列ずつ均等に64個を仮面に埋め込み二天六大の力を導き出す。この配列で仮面に聖刻の意思が宿り仮面の能力が決まる。聖刻石の大きさや純度と種類、研磨技術、配列の組み合わせは数億とも数兆とも言われ同一の仮面は存在しない。
機体の定められた場所に仮面を固定する事で操兵は機体生命を得て、心肺機が稼動を始め自律的に制御される。また操手の意思を読み取り機体を動かす。仮面が機体制御と動力の源であり、仮面こそが操兵そのもともいえる。
機体は破損しても修理ができるが、仮面は割れてしまうと復旧は不可能で、装着されていた聖刻石は砂と化しその操兵は「死ぬ」。また、仮面に衝撃を受けると、人間の脳震盪に似た症状を起こして機体が操作不能に陥る事もある。このため接近戦を主体とする機体は、仮面の上に面覆いをつけて保護している場合が多い。操兵最大の急所である。
仮面の寿命は無限ではない。仮面の力は年を経ることに弱くなり、現在の機体の寿命はおよそ100年前後で仮面の寿命も100〜150年程度である。古代から伝わる古操兵に関しては、今なおこの範疇を越えて稼働しており、今後の寿命も極めて長久にわたるであろう操兵も少なくない（ただし休眠期間も含んでいる場合も多いため、実際の寿命は不明である）。また操兵としての起動時間が長いほど仮面の寿命も短くなるため、機体の起動時間は可能な限り短く収めるのが操兵運用における鉄則となっている。
仮面が機体に命を吹き込むというのは誇張ではなく、筋肉筒や血液等の生体部品が心肺機のような単純な循環器でも維持できるのは仮面の聖刻力の賜物である。仮面を取り付けなくても、機体の近くに仮面を置く事で機体の状態を維持する事も可能で、納屋に長期放置されていたヴァシュマールが整備も無しに稼働できたのは、機体の下の地面に仮面が埋めてあったためである。
仮面を失った機体と機体を失った仮面を組み合わせようとしても、多くの場合相性問題が発生する。特に狩猟機や呪操機のように格の高い仮面の場合は顕著で、正常に動くことの方が稀であるという。そのため機体のみが破壊された場合、残された仮面に合わせて機体を製造するという場合がままみられる。面齢と機齢が異なる操兵が存在するのはそれゆえである。
操兵の生産数が飛躍的に増大したがために聖刻石の需要が膨れ上がっている昨今では聖刻石の枯渇から仮面の質も年々下がらざるを得ず、鍛冶匠合総代ユジックの言によれば、五世紀前なら従兵機にしか使わないような聖刻石で狩猟機の仮面を製作しているとのこと。
「金剛石よりも希少」と称される聖刻石を64個も使用する仮面は、最強兵器のコア部品という面を除いたとしても、恐ろしく高価な財産となりうる。このため、戦果確認や誉だけでなく、戦利品としての面からも打ち倒した敵操兵の首級を取る習慣が生まれた。＜狩猟機＞という呼び名も相手の首を取る習慣から生まれたとされる。逆に、戦闘に敗北し機体を放棄する場合、可能であれば仮面を回収するように努めている。
仮面の意思
仮面には意思・自我のようなものが宿っている。通常の操兵ではこれらの意思は表に出ることは無く、操兵が操手と会話や意思疎通をする事は無い。また（古操兵などの特殊な例外を除き）、仮面が自らの意思で機体を動かす事も無い。しかし、操兵を操作する際に仮面の意思が介在する事は、操兵に係る者には半ば常識として認識されている。操手の多くは、操兵を操作する際にそこに居る何か（誰か）の存在を感じているし、操兵の好調・不調は操兵の機嫌のようなものに影響されることも知られている。
操兵は誰でも動かせる物ではなく、搭乗して正規の手順を踏んでも起動すらしなかったり、甚だしいときには苦痛を感じて機体を降りざるを得なくなることもある。これらは総じて「操兵に嫌われる」などと称されるが（現聖刻騎士団団将グラハが操兵に乗れないのはこのためである）、比喩でも何でもなく仮面の意思が「操手を嫌っている」、あるいは「操手に逆らっている」ためであり、苦痛を感じるのは仮面が操手の精神に干渉しているためである。狩猟機のように「格が高い」高性能な仮面ほどこの意思は強力で、操手にはこの仮面の意思をねじ伏せ、従わせる精神力が無ければ、操兵を思い通りに動かす事はできない。このため操手の間では「操兵は腕ではなく気合で乗る」とさえ言われている。
こういった事例から、操兵を乗りこなすことは騎手と馬の関係にも喩えられており、「悍馬（気性の荒い馬）こそよく走る」の喩え同様に、潜在性能が高い操兵は操作が難しいと認識されている。実際に、聖刻騎士団正式騎も、前世代の正式騎（ワルサの乗るダイカーや、イスルギーンの乗るレイファーン）は、現世代の正式騎であるパイダーやシャトールと比べ、まさしく暴れ馬の如く操縦が難しい機体となっているが、乗りこなせれば現行騎以上の性能を発揮する（逆を言えば、現世代機は「大動乱」による聖騎士補充を容易とするため操縦性の向上と引き換えに故意にスペックを落としているといえる）。
こうした操兵と操手の一種の力関係の一方で、乗りこなし心の通い合った愛機は、時にスペック以上の性能を出す事がある。操手が危機に陥ったときや高揚状態にあるとき、あるいは後述される「人機一体」のときにおいて、長年乗った愛機がいわゆる火事場の馬鹿力のように常識外れの性能を発揮する事例が見られ、このような点からも操兵がただの機械ではなく、意思・自我を持つ存在であることを覗わせている。
この「操兵が好もしいと思う／思わない」基準は、はっきりしていない。操手の能力の高さ（あるいは低さ）や血筋などが関係している場合もあるものの、外見だったり、言動が影響していると思われることもある。したがって、たとえ話ではなく、操兵の前でその機体の悪口は口にしない方がよいとされる。
従兵機の仮面
狩猟機の簡易型である従兵機の仮面は、各段に「格が低い」ものの技術的には狩猟機の仮面と同様のものである。狩猟機のような「格の高い」仮面は、人型に近い姿であるなど自分が望む姿の機体でないと受け入れない（しかも、同型機でも他の仮面の機体は嫌がり起動しない）が、「格の低い」従兵機の仮面はこういった制限が緩く、頭が無く簡略化された機体でも受け入れ起動するとされる。
呪操兵の仮面
狩猟機や従兵機の仮面は八種の聖刻石を八個ずつ均等に使用するが、呪操兵の仮面は所属属性の聖刻石を重点使用するとも言われている。しかし、呪操兵の仮面の多くは製法も失伝した古代の発掘品であること、新規の仮面を作成できるのは聖刻教会のみであり、しかも一般に表に出る機体では無い事から、詳細は不明である。操兵の仮面と対になる操手用の仮面があり、この仮面で操作する。
特殊な仮面
《八の聖刻》であるヴァシュマールやハイダルの仮面には強烈な自我が宿っており、操手抜きで機体を動かすなど、あたかも真・聖刻の意思であるようにさえ見える。だが、強力ではあっても機体を制御する部品としての仮面に付与された自我に過ぎない。これは、ダム・ダーラのハイダルに対する態度の違いにも表れており、真・聖刻に対しては下僕としてへり降るが、仮面に対しては主として振る舞っている。《八の聖刻》の本体はあくまで真・聖刻であり、機体や仮面は従属物にすぎないのである。
古操兵ラジャス・カーラ・ギータの仮面には、かつての白き王の家臣達の意識が宿っている。この意識は機体制御の補佐（本質を言えば乗っ取り）が可能で、操手が素人であっても達人の剣技で戦う事ができる。
呪操兵キノ・ザウール・ラギュラの仮面は、機体を獣型に変形させる事で僅かに知能が発生し、自立行動が可能となる。
機体
機体は鋼の骨格に生体部品である筋肉筒が配されており、人間同様筋肉の伸縮より動作する。筋肉筒を維持するためには操兵用の血液が必要であるほか、駆動の際に熱が発生するために多量の冷却水が必要となる。筋肉筒から発生する熱はかなりのもので、本編中でも操手槽が冷却水の蒸気で蒸し風呂状態になったり、整備員が素手で機体に触れて火傷をするような描写がある。とくに無酸素運動は筋肉筒に大幅な負担と発熱とを及ぼす。操兵を運用する際は交換部品の他にこれらの消耗品の手配が必要であり、特に大半が砂漠地帯の中原では大きな制約となる。
機体は人間同様に疲労し、疲労が蓄積した機体は休ませなければ動作しなくなったり、所定の性能が出せなくなる。筋肉筒は大きさはともかく動物の筋肉と同様のものであり、一般の兵士の武器でも簡単に傷つく。特に膝の関節は騎馬の兵に攻撃しやすい位置にあるため、騎兵が操兵と戦う場合は第一に足を狙う。また、激しい運動により筋肉筒が焼きついた場合、交換しない限りその部分は稼働しなくなってしまう。これを防ぐため、限界を超えた加熱状態が発生した場合安全機構が働いて機体が停止するようになっているが、交戦中にこれが発生した場合は逆に操手にとっては絶体絶命の危機となる。なお、なんらかの形で操兵が古戦場等に遺棄された場合、有機物である筋肉筒は速やかに他の生物によって蚕食されてしまうため、発掘された機体を再起動させるには新造機を組み立てるのとさほど変わらないほどの大規模なリペアが必要となる。
装甲
操兵はほとんど全てが軍用であるため、機体には鉄の装甲が施されている。一般的には加工性を考慮した錬鉄や鋳鉄の装甲であるが、聖刻騎士団操兵などの高級機は鍛造鋼の装甲となっている。ただし、稼動部の確保や軽量化のために、部分を選んで革や布など軽量な素材も少なからず用いられている。装甲は隙間が多く、操手の視界の確保にも役立つものの、雨が降れば水浸し、風が吹けば砂塵も吹き込み、火攻めにされると操兵が破損する前に操手が煙で窒息することもある（伝説の古操兵であるアヌダーラの場合この隙間がなく野ざらしで駐機しても何ら問題がないことからミシャーギから「財布に優しい機体」というあまり嬉しくない評価を受けている）。なお、操兵の仮面は隙間から操手が手を伸ばして着脱する場合が多い。古操兵では装甲に陶器や岩石、未知の物質が用いられている場合も見受けられる。
操手槽（ディポッド）
操兵は基本的に全てが有人操縦であり、人間で言う胸の位置に操手（パイロット）の収まる操手槽（操縦席）がある。操手槽には手で操作する一対の操縦桿、両足で踏み込む一対の足踏板（フットバー）があり、これらで機体を制御する。計4つの制御系で操縦がまかなえるわけもなく、これらのレバーはただ付いているだけで、どこにも接続されていない。実際には仮面が操手の思考を読み取って動いている。ただし操縦桿も飾りではなく、操縦系統には動きのパターンが定義付けられており、咄嗟の場合に思考を読み取って機体が再現するタイムラグを経ずに直接機体に指示を送ることで動作を補助している。高い技量を持つ操手は操兵と文字通り一心同体となり、機体を自分の身体同様に動かすことができる。これを「同化」「人機一体」と言い操手として最高の境地に達したものとして讃えられるが、一方でこの状態では操手の心臓が停止するため、長時間の同化はしばしば危険を伴う。
このほか、血液と冷却水の容量計や、傷を受けた際に一時的に手足の付け根で循環を止めるためのバルブが設けられている。操兵が大きな損傷を受けた場合は手動でバルブを操作することにより、一時的な手当を施すことが出来る。従兵機の操手槽は開放型と密閉型があり、開放型では操主が半ば向き出しとなるが、元々狩猟機の打ち込みに耐えられる装甲は望むべくも無いため、視界を優先して開放型にしている機体が多い。狩猟機と従兵機は程度の差こそあれ似たような作りであるが、呪操兵は座席がなく胡坐で乗り込み、また計器類や操縦のためのレバー類が無いなどまったく異なる作りになっている。
操手は操兵の主であると共に、操兵の一部ともなる。操縦を続けると操手も著しく消耗し、足腰が立たなくなることさえある。
映像盤
視界は操兵の目が見た映像を、操手槽の映像盤に投影することで得られるが、死角が多くなるため機体の各所に覗き窓が設けられている。従兵機の映像盤は映りが悪く、装備していない機体も多い。
感応石
黒水晶に操兵の仮面の反応を投影するレーダーのような装置。視界外の敵の位置を知ることができる便利な装置で、光点の反応で機種も見判られる。一方で仮面を外して起動していない状態の機体は捉えられず、また高性能な機体になると感応石から姿を隠す機能を持つものもある。従兵機では装備しない機体が多い。
心肺機
血液や冷却水の循環を司る器官で、ポンプとふいごを組み合わせて構成されている。動力は無く、所定の位置に仮面をセットすると、はずみ車が自然に回転を始めてポンプとふいごを動かす。大概は操手の座席の下（操兵の腹部）に配置される。ポンプにより全身を循環する血液はふいごによって取り込まれた空気で活性化され、筋肉筒を維持している。血液には凝固作用があり、筋肉筒に受けた傷が小さい場合は凝固して自然治癒を促す。すなわち、操兵は巨大ロボットでありながら、呼吸し血を流す存在である。冷却水は基本的には汗と同じく気化熱で冷却するタイプで、ラジエターに当たる装置はない（シン国のラグン・ファーケンは背中に冷却板を持っているが、猛暑用の追加装備であり、これだけで冷却を賄っている訳ではない）。このため、激しい運動を続けると冷却水はあっという間に消費してしまう。
戦闘状態になると、心肺機は操手の呼吸に合わせて駆動する。ふいごの音から相手の打ち込みの機を察するのも操手の技術の一つであり、気配を読まれぬよう防音装置を持つ機体もある。
また人間同様空気の薄い高地では機体の性能が大幅に低下する。
操兵の急所の一つとなっており、意図的に操手も操兵も殺さずに倒す場合は心肺機を狙うことになるが、その強度は装甲板と変わりないため、破壊には相応の努力を必要とする。
操手
上述の通り操兵は基本的に有人操縦である。古操兵ラジャス・カーラ・ギーターは仮面に宿る千の守護者の補佐により素人操手でも達人並に戦えるが、未熟な操手だと仮面の意思に精神侵食されるおそれがある。その危険を冒しても素人操手を搭乗させなければならないのは、操手無しではまともに動くことができないからである（超文明の産物らしく緊急事態では操手抜きでも稼働させること自体は可能）。意思を持つ<真・聖刻>を備えた《八の聖刻》に至っては操手無関係に動作し覚醒状態に至っては物理法則を歪めるほどの人智を逸した異常な能力を発揮するが、本来の力はあくまで「選ばれし者」と呼ばれる操手が搭乗しない限り解放されない。だからこそ《八の聖刻》は何よりもまず「選ばれし者」を求めようとする。
すなわち、操手には「操兵を操作する」以外の役目があることになる。それは聖刻力の導管となることである。
仮面の項の通り、仮面は操兵の制御と動力の要であり、仮面を装着することにより操兵に命が吹き込まれる。しかし仮面の聖刻石には、操兵を稼動させるだけの力は備わっていない。そもそも聖刻石は異世界（精霊界）から力を導き出すための媒介であり、定められた術式により聖刻の力を引き出すのは人間である。つまり、自らの身体を通して操兵を稼働させるための聖刻の力を引き出すことが操手の役目なのである。「格の高い」操兵ほど操手の適正が厳しくなるのは、仮面の意識をねじ伏せる精神力のほかに、大量のエネルギーの導管となる資質が求められるからである。この人体を通して聖刻力を引き出す原理は錬法と同じであり、操手はただ座席に座って思考を送るだけに見えながら、自覚せずに「操兵を稼働させるための術」を行使していることになる。操兵を動かすと操手が激しく疲労し、操兵での長距離移動は自力で歩くよりも疲れるなどと言われるのはこのためである。

### 秘操兵（《八の聖刻》）
神代の太古から存在する八騎の操兵。神の写し身とも言える存在であり、厳密には（現在の）操兵とは似て非なるものである。より正確に言えば、《八の聖刻》こそが真の操兵であり、現在の操兵はそのデッドコピーに過ぎない。
八騎は四騎ずつ“白”と“黒”の陣営に分かれており、それぞれ王、女王、騎士、僧正の四つの位がある。それぞれが、神代の太古の巨神族や龍族など超絶的な力を持った種族の勇士を≪真・聖刻≫に聖刻化し、機械仕掛けの身体を与えた存在である。筋肉筒や心肺機で構成され仮面で制御される機体は操兵とほぼ同じ構成であり、「選ばれし者」と呼ばれる操手を必要とするのも操兵と同じだが、操手は次元の狭間からエネルギーを取り出すための部品でしかなく、やがては機体に取り込まれ長持ちするように「保守」されながら、使役される運命が待っている。
自意識を物質化した≪真・聖刻≫がその本体と言える存在であり、自ら思考し行動する。≪真・聖刻≫は力の根源であり、不滅の存在である。仮面を砕かれようが機体を焼き尽くされようが、やがては≪真・聖刻≫の力で再生してしまう。つまり、「滅ぼす」ことは出来ず、かろうじて「封じる」ことしかできない。
操兵としての《八の聖刻》の力は別格であり、操兵の王といえる力を持っている。完全覚醒状態ならば一万人の意識を同時に操作し、数百リーの範囲の操兵から力を吸収して行動不能に陥れ、一般の操兵ならば一睨みするだけで仮面が外れ待機状態に戻ってしまう。結印も行わず強力な障壁を張り、素手で重装甲の狩猟機の装甲を紙のごとく切り裂く。機体の種別はほぼ万能と言うべきもので、物理法則をも改竄し、最高階梯の練法の連続発動と機械的な限界を超えた超高機動の物理戦闘とを並行して行う。実態としては、「機械じかけの神」と呼ぶのが最も適切である。
《八の聖刻》はおよそ千年周期で目覚め、相手陣営と戦いを続けている。不滅の≪真・聖刻≫に宿る意思は、不滅の身体を得て、同じく不滅の敵と果てしない戦いを続けてきたのだ。しかし、器は不滅でも意思そのものは不滅ではなかった。あまりに長い年月の間に意思が変質（単純化）してしまったのである。結果、自己の生存と敵対する《八の聖刻》を討つことを第一とするようになっており、過去いくつもの文明を巻き添えとして滅ぼしてきた。白が秩序・善、黒が混沌・悪といった善悪論で語れうるものではなく、いうなればどちらも人類にとっては脅威・災厄であることに変わりは無い。
彼らの闘いにはジュレミィと何者かとによって「白・黒ともに同時に覚醒してよいのはそれぞれ1機のみ」「互いの拠点を直接攻撃してはならない（ゆえに、ダム・ダーラはウルオゴナを使嗾して白の陣営であるホータンを間接的に滅ぼしている）」等の約定が課せられているが、ジュレミィと約定を結んだ相手が誰かについては《封印者》たるリムリアがフェンから直接名を示されても一切知覚することすらできないようになっている。
なお、現在のヴァシュマールとハイダルの戦いの前には、約500年前に西方で≪白き女王≫と≪黒き女王≫が「女王戦争」と呼ばれる戦いを起こし、大惨禍を招いた。
≪真・聖刻≫（ラ・ワース）
《八の聖刻》の本体というべきもの。ヴァシュマールとハイダルは聖刻石、ヴァルダ・カーンはその手に持つ杖などその形態は様々であり、通常の操兵の常識が通用しないことの一端を示すものでもある。たとえ使い果たしても外から吸収することで再び力を取り戻すことができる。
力だけでなくあらゆる情報を記録することができ、個人の全情報を移すことで人格そのものを移植することができる。
選ばれし者
《八の聖刻》の操手は「選ばれし者」と呼ばれる。未覚醒状態であっても神の現し身たる《八の聖刻》を起動させ操縦するには、通常の操手よりも遙かに厳しい適性が要求される。一方で、覚醒した《八の聖刻》では<真・聖刻>と操手それぞれの意思が同時に機体に内在する。無論のことながら、思うがままに動きたい<真・聖刻>からすれば、操手の意思や操縦は邪魔となる。それゆえ、<真・聖刻>にとって「選ばれし者」は不完全な部品の一つとしてしか扱われず、その意思を剥奪し完全に取り込む機会を常時窺われている。
精霊界から力が汲み出されると、相殺される形で実世界の「何か」が精霊界へ送られることになる。通常の操兵が駆動する分には微々たる量であるが、《八の聖刻》同士が全力で対決した場合に消費されるエネルギーの量は凄まじく、補填するために山脈すら消滅しかねないと予想されている。《八の聖刻》の覚醒が世界の破滅に繋がると懸念されているのは、直接の戦闘力による破壊の他に、このような理由もあるのである。
ニキ・ヴァシュマール（白き操兵/白の一）
フェンの父ハオがカロウナ村にたどり着いた際に持ち込んだ操兵で、東方製とも西方製とも異なる狩猟機。かなりの年代物で詳しくは判らない。
その後はずっと納屋に放置されていたが、グルーンワルズ襲撃の際にフェンが持ち出し、さらわれたリムリアを追ってフェンの旅が始まる。
烏帽子のような細長い兜と白い装甲が特徴。かなり大型の機体で、尖った兜のせいもあって全高は2リート (8m) を超えている。背中に大剣を装備するが、錆び付いているのか抜くことができない。見習いだったとはいえ修行僧であったフェンは刃物を扱うことが許されず、また本能的な理由で刀剣の扱いを嫌うため、特別に注文した伸縮自在の三節棍を武器としている。
　その正体は≪八の聖刻≫の一つ「白き王」。太古の巨神族の勇者フェンが仇敵である黒龍ハイダルとの闘いで死亡したのち、その肉体と精神とを聖刻化されることで生み出された存在（装甲もまた、勇者フェンの遺品であった鎧を用いている）。後に「白き王の帝国」の時代に大幅な機体改修を受けている。属性は風門。≪真・聖刻≫は仮面の額に嵌め込まれている65個目の巨大な聖刻石だが最初にフェンが乗り込んだ時点では失われており、当初は単なる老朽機にしか見えない状態だった。
2500年前に、白き王の操兵として超絶的な力を振るい「白き王の帝国」を築いたが、来たるべき「黒の王」との闘いにより王が生体部品として取り込まれることを憂いた王妃リムリアが王を毒殺することによって解放したため、「選ばれし者」を失ったまま封印されていた。聖都計画の途中で白亜の塔の地下に安置されていた≪真・聖刻≫を取り戻し、《八の聖刻》としての力を取り戻していく。次第に意思が強烈になり、第二部ではルアンムーイでフェンの意志を無視して巨大な竜巻を発生させ、青龍騎士団を文字通りに壊滅させる。第三部に至っては「選ばれし者」フェンを取り込み、完全な存在になろうと図る。
背中に背負った大剣の正体は勇者フェンの武器であった聖剣エル・ミュートであり、一度抜き放てば《八の聖刻》ですら屠る力を持つが、それゆえに多大な制約を課され、滅多に抜くことができない。
両者の覚醒が進むに伴い、フェンとの関係は単なる操兵と操手から神器と部品・不完全な神と失われた魂・勝手に動き回る片割れと半神という形へと変化を遂げている。
第四部冒頭では自ら＜白亜の塔＞の活動炉のエネルギー源となるべく塔内に赴いている。だが、獣機を引き連れたカイユ・ミカルドが迫るにあたって単独出撃。二度の熱線照射により市街の巻き添えなど意にも介さず獣機の群れをたちまち灰の山に変えると、即座にカイユとミカルドの上空に転移し、巨大な風の刃で＜白亜の塔＞上層部もろともレイヴァーティンとヴァルダラーフを両断。その後、戻ってきたフェンに叱咤され、おとなしく着陸する。聖都の修復がある程度成ったあとは炉を離れ、フェンとリムリアを乗せてダム・ダーラとの決着をつけるべく旅立つ。
ハイダル・アナンガ（黒き操兵/黒の一）
≪八の聖刻≫ の一つにして ≪白き操兵≫ ヴァシュマールの対極にあたる ≪黒き操兵≫ の一体、「黒き王」。全身漆黒の機体で、丸みを帯びた独特の装甲をしている。左腕に大盾、背中には翼のような機構と、自在に動いて敵を攻撃する蛇状の管を二本持っている。≪真・聖刻≫は仮面の65個目の聖刻石であり、太古の龍族の<狂王>ハイダルが勇者フェンと相討ちになった後に聖刻化された存在。属性は土門。
聖刻教会の創始者である 『八聖者』 がおよそ2千5百年前、死闘の末に北方の聖なるホーマ樹の下に封印した。≪真・聖刻≫はまだ樹の下にあり、中原に出現したハイダルは獣機をもとに数十年かけて制作されたレプリカの機体に本来の仮面を据え付けたもので≪真・聖刻≫もつけられておらず「選ばれし者」であるダム・ダーラも搭乗していない極めて不完全な存在であるが、仮面に備わる強力な意思がために全く問題なく動作する。事実、操手抜きの状態でありながら、バラーハの首を一刀の元に討ち取っている。
本来の武器はエル・ミュートと対になる邪剣《黒き剣》だが、手元から失われている現在では闇より生み出した漆黒の鉈を操る。
生前は<狂王>・<黒竜王>の二つ名を持って畏れられた黒龍族の長であり、巨神族と互いの存亡をかけた「聖龍大戦」を勃発させている。兵卒や操兵のみならずハイダル自らが生み出した亜龍（亜竜とは異なる）や操兵獣機化技術までをも投入したこの戦いは、すでに種族として行き詰まりにあった巨神族・黒龍族の双方を最終的に絶滅に至らしめた。
力のみならず性格的にもまさに真龍たる矜持を持っていた様子で、<黒の陣営>による搦手については宿敵であるフェンをして「ハイダルが主導しているなら堂々と正面から襲ってくる」とまで言わしめ、また生前においては「ネズミ」として見下していた現生人類の先行きについてもジュレミィと念話で会談を行うなど王者の風格を示していた。
ヴァルダ・カーン（黒き操兵/黒の四）
《八の聖刻》の一つ。黒き僧正。<黒炎龍>カーンが聖刻化した存在。属性は火門。
旧ヒゼキアのカーン神殿に封印されていたが、ハイダルが敗れると同時に目覚める設定がなされていた。本体である≪真・聖刻≫は、手にした炎蛇の錫で、必要なら機体を零から再構築するヴァシュマールやハイダルと異なり、通常はこの錫で他の操兵に取り付いて乗っ取り、自分の身体として活動する。このため決まった姿を持たず、取り込んだ機体の能力も合わせて使うことができる。
しかし、充分な力を蓄えたときは、取り込んだ機体を再構築して真の姿を取り戻す。機体の特性は狩猟兵よりも現在の呪操兵に近く、強大な炎を操る一方で近接戦闘の能力はヴァシュマールには到底及ばず、随時強力な障壁を張り巡らせることで欠点を補っている。
名称不明（白き操兵）
《八の聖刻》の一つ。白き女王。機体名は不明。
500年前の西方で起きた『女王戦争』で≪黒き女王≫と戦った。その際の「選ばれし者」はジュレ・ミィの前世にあたる人物であり、『聖刻群龍伝』にも登場する練法師匠合「至高の宝珠」を従えていた。
名称不明（黒き操兵）
《八の聖刻》の一つ。黒き女王。機体名は不明。
500年前の西方で起きた『女王戦争』で≪白き女王≫と戦った。
バルチサス？（白き操兵？）
《八の聖刻》の一つ。白き騎士？。
SFCゲーム、真・聖刻は、当初舞台設定が本作と共通とされており、登場する操兵バルチサスは《八の聖刻》の一つ「白き騎士」とされていた。しかし、小説の執筆が進むと設定に整合性が取れなくなってしまい、この設定が本作に取り入れられるかは不明になってしまったとのことである。

### 八機神
人の手により造られた、最初の操兵とされる。八聖者（プル・オ・ルガティ）達の乗機であり、製造は一万年以上前に遡る。作中では「原始聖刻教会が所有していた3,000年前」、「2,500年前、白き王の帝国の時代に作られた～」と時代が混同された言及がなされており、また更に時代を遡る古代文明や操兵が存在しているため、混乱に拍車をかけている。
それぞれ龍・虎・鳳・狼の四聖獣と八門の属性を与えられている。形態としては、狩猟機型、呪操兵型、ハイブリッド型に分けられているが、得手・不得手の意味合い程度の分類であり、いずれも狩猟機と呪操兵の能力を兼ね備え、限定的（とはいえ、機体によっては仮面が無事なら半身の損傷さえたちまちに再生する）ながら自己修復能力を持つなど、現代の操兵を遥かに超越した性能を持っている。自己修復の停止したアルタシャールは工呪会が技術の粋を尽くして修復したが、仮面の自己チェックでは半分の力しか発揮できないと判定しており、隔絶した技術レベルで製作されたことが窺われる。
基本的に、八聖者の転生者である特定の操手にしか動かすことができない。また、仮面に宿る人格は一般の操兵とは比べ物にならないほど強力であり、転生者であっても自身が認めた操手でなければ受け入れない。アヌダーラは起動させようとしたガルンに強烈な苦痛を浴びせ、アルタシャールは適格者でない者が乗り込むと死に至らしめ自身の延命エネルギーに利用するほどだった。
記録に登場したのは約1,500年前となる東方歴1088年で、聖刻教会によるワースラン建国を脅威とみた東方北部の国家が連合してワースランを攻撃した（教都攻囲戦）際に、時の法王の祈りに応えて出現したとされている。この際は操手を強制的に操手槽に転移させて起動し、八騎のみで万を超える攻囲軍を瞬く間に撃退したが、操手のうち生き残ったのは2名のみで戦闘後残りの6名は死亡していたとされる（この時の生き残りが現在のクランド家とストラ家の祖であるという）。このときの機影は、教都の守護としてワースランの八つの門に刻まれている（彫刻の姿はレイヴァーティンのように正確なもの、タイクーン・ロウ・ブライマのようにまるで似通らないものまで様々である）。また、西方ではペガンズ八柱神の原型となったとも伝わる。
覚醒すれば世界を滅ぼしかねない《八の聖刻》に人間が対抗するための存在であり、八騎そろえば聖刻力そのものを無効化でき《八の聖刻》であっても封ずることが可能であるという。実際作中ではアシュギニー・アルタシャール・タイクーン・クベーラの四騎によりヴァルダ・カーンの動きが封じられた上、カーンと対峙していたヴァシュマールも同様に動きを封じられている。結果、《八の聖刻》には全く歯が立たないはずの『ただの操兵』によりカーンは討たれ、再封印が施された。
フォノ・ヤーマ・アシュギニー（火龍の操兵）
オーザムの乗るヤークシャ・キランディに姿を変えて通常の操兵として延命を図っていたが、主の危機に本来の姿を取り戻した。
両腕の肘から先が龍骸になっており、先端には髭に擬した五指を備え、龍骸内部にも印手を収納している。形態としては呪操兵型だが、格闘能力と呪操兵の機能をバランス良く持つとされ、機体も頑強。武器は持たないものの背中に生えた二本の龍の尾により、接近戦では自律的に防御、攻撃を行うことができ、オーザムの経験不足を補ったが、クリシュナとの力量差を埋めるまでは到らなかった。周囲の火のエネルギーを操ることができ、広範囲の地面を溶岩化させるほどの熱量をもたやすく吸収する。カル・マヌガーヤはアシュギニーの再現を目標として建造された機体である。
ヴァルダ・カーンの封印後は「拝火の里」で修復のため眠りについていたが、ダム・ダーラの命で現れたクレイグによって強奪を受ける。
ムゥノ・ヴァシュラ・アヌダーラ（木龍の操兵）
厳重に隠蔽されたストラ家の地下の操兵霊廟に、マーナを遮断する布に覆われ休眠状態で安置されていた。元々ストラの祖先はクランド家の傍流であり北部の出であるが、この地で発見されたアヌダーラの管理のため派遣され、布教を行いながら南部に根付いたのである。
ラグ種の原種であり、バラーハの遠い祖先である。ユジックの父も実際にアヌダーラを見た上でバラーハを作り上げたという。八機神の中でも仮面に宿る意志や感情が表に出ており、今生のガルンとバラーハ同様、前世においても機体と操手の絆が深かったと察せられる。長く主を得られず心を閉ざしかけていたが、フェンの計らいでガルンと心象世界の中での対決を経て主と認め起動する。
機体は狩猟機型で、装備も判明している分は左肩に吊った大盾とそこに格納される太刀のみと簡素。1.6リート程度とかなり小型の機体でありながら、ガルンの腕も相まって敵機を受け太刀ごと両断する強力な力を発揮する。練法戦にももちろん対応しており、練法の心得の無いガルンを操手としながら、機体側で独自に木門術を行使して支援を行うことができ（これはアルタシャールも同様）、術の触媒となる植物の種子等を格納する"隠し"が設けられている。しかし、聖騎士であるガルンはそれを良しとせず、鳳騎士団との決闘時に《根生縛》の練法を発動した際には機体を叱咤して術を解除させている。
ユィノ・アビ・アルタシャール（月狼の操兵）
アビ・ルーパの原型機にあたる。八機神で唯一西方工呪会が管理していた。
適応する操手が完全に覚醒しない限り機能の凍結が解除されない設定になっており、500年前に大破して操手が死亡して以降は機能停止し、工呪会の修理後も目覚めなかった。
左腕に三日月型の長盾、背中に二本の曲刀を装備。また指先から鋼線を繰り出し、気をこめることで操兵の機体を両断することもできる。狩猟機型であるが、機体構造はやや華奢で呪操兵寄り。搭乗者の知識や技能に拠らず月門の練法を行使することができ、対《八の聖刻》用の秘術「輝月招来（絶大な質量を伴う満月の幻を対象に降下させ圧し潰す）」を備える。仮面の人格は女性格で、アビ・ルーパの話をすると嫉妬心にも似た感情を見せたちまち機能を低下させる・ジュレには心を開き素直に言うことを聞くなど、アヌダーラ同様極めて強い個我を持つ。ストーリーの中軸に絡むために活躍も多く、3巻に渡って異なるデザイン画が掲載された。
アビ・ルーパはアルタシャールの適格者を探すための機体でもあり、アビ・ルーパを乗りこなしたクリシュナに渡されたが、当時のクリシュナは覚醒していないため仮面に認められず完全に起動させることができなかった。ダロトの発案により練法によって仮面を騙す胸当てを装備して起動させている。これはクリシュナに「黒き血」を注入するための罠であり、血の覚醒の結果、新たに格闘腕が形成される等、大幅な形態変化を遂げる。この形態でアシュギニー、さらに「黒き僧正」との戦闘に勝利するも、「僧正」本体に憑依され依代となって更なる形態変化を遂げる。最終的に「僧正」からは解放され、ヴァルダ・カーンの再封印後はア・ゴーン城内の駐機場でジュレから治療を受けていたため約一年後のヴァルダラーフ戦の時点ではほぼ完全に本来の性能を取り戻している。
フェノ・タイクーン・ロウ・ブライマ（風狼の操兵）
ゾマのかつての修行地で、カルラの菩提とともに終焉の地に選んだジンバーの遺跡に眠っており、ダム・ダーラの結界により隠されていた。ゾマが月門門主ソティスの呪操兵により危機に陥った際に目覚め、ゾマを主とする。
腰にプレ・ヴァースキンと色違いの黒い太刀と錫杖を装備しており、太刀を取ると兜と面覆いが降り、外套を肩装甲に巻き上げてマントにしてタイクーン・ロウと呼ばれる狩猟機形態に、錫杖を取ると面が露出し、マントが全身を覆う外套となってロウ・ブライマと呼ばれる呪操兵形態に、それぞれ変形するハイブリッド型。状況によって形態に応じた能力を行使することができる。狩猟機型になると手足の太さが二倍に膨れ上がり装甲も増厚するなど、機械的な変形の範疇を逸脱しており、変形というよりは変身といった趣である。
操手槽に心肺機を流用した操手向け自動治療装置が備わっており、ゾマはそれを用いて延命を図っている。
登場が早く活躍も多いが、全身のデザインは第四部に至っても公開されていない。
パフォーマンス的にはタイクーン・ロウ形態のほうが総じて強力となっているが、操手にかかる負担も大きいため、創造者の設計限界を超えて生き延びているゾマはロウ・ブライマ形態を多用する。
シュノ・ヴァルダラーフ・シャンパオ（水虎の操兵）
アヌダーラ同様にバクル老の責任下でクランド家が厳重に管理していたはずだが、なぜかダム・ダーラ麾下のカイユがレプリカを乗機としていた。狩猟機型でシィフ・バイロンを初めとする「ラーフ」種の原型である。機体色は透き通った湖水を彷彿とさせる青となっている。操手にこだわりがないためか、水門の練法も剣技と併用する。
聖樹「参」ではカイユ自身から彼が操るのは代わりがいくらでもある模造品であることが明言された。
ツォノ・パドゥマ・クベーラ（土虎の操兵）
バール・デンドルの操兵マ・ソウグ・シーカの真の姿。四足歩行の胴体に人型の上半身が乗った半人半獣型の異形の操兵。呪操兵として脚だけでなく腕も二対備えており、他の操兵の倍にもなる体積および重量を持つ超大型重操兵である。
パドゥマ・クベーラ自体は元々上半身が失われた状態で発見されており、ダム・ダーラが操手共々自陣にとどめておくためにツォノ・マ・ソウグに改修し、適格者である（自覚していないが）バールに与えていた。
偶然にもバールがもとの愛機ケイマン・シーカの上半身を結合してマ・ソウグ・シーカとしたことで本来の姿を取り戻し、ヴァルダ・カーンと八機神が次々に覚醒したことに触発されて覚醒、即座に元の姿へと再生した。設定画では長柄の大鎌を携行する他、両肩に鎌状の刃を備える。マ・ソウグ同様直接戦闘にも長けた操兵だが、機体分類はあくまで呪操兵型とされている。
本来の力を取り戻したことにより、呪操兵にしては練法増幅能力が低かったマ・ソウグとは一線を画した強力な増幅力を備えるに至り、さらに機体の重量を生かした殴打をも得意とする、ダロト向きの機体となっている。
第四部では《黒き血》の発作に侵されたメルをア・ゴーン城にいたジュレの元に届け、さらにメルを拉致しようとしたカイユのヴァルダラーフと交戦。いまだヴァルダ・カーン戦での損傷から完全回復していない状態ながら奮闘、左腕と結印用右腕を失いながらもクリシュナのアルタシャールの救援もありなんとかメルとともに離脱したかに見えたが、ミカルドのレイヴァーティンに捕獲され、残る六本の手足をすべて破壊されて人質にされてしまう。
リィノ・クワルタク・アバスターク（陽鳳の操兵）
聖刻1092本編の前史にあたる外伝「北方の傀儡師」に登場。その時点で稼働状態にあった唯一の八機神で、「東門」を守護する機体。
赤目族（キリト）と呼ばれる古代人の末裔によって管理されていた。
飛行能力を有し、ティン種の原種であることを思わせる描写がある。
フェノ・タイクーン・ロウ・ブライマ同様、狩猟機と呪操兵のハイブリッド型とされているが、形態チェンジするかどうかも含め、詳細は不明。
キノ・アウラ・レイヴァーティン（金鳳の操兵）
狩猟機型で、ティン種の原型機の元となった。飛行能力に加え、金剛石の強度と黄金の展延性を兼ね備えた、八機神でも随一の強力な装甲を備える。

### 狩猟機
東方語では「ダート」「リュード・イム・ダート」、西方語では「ゲラール」「マーガ・デ・ゲラール」と呼ばれる。名は討ち取った敵操兵の仮面を取る慣習から。
武装した人間の姿を模し、近接戦闘を主体とするもっとも操兵らしい操兵。機体は強度、パワー、反応速度を重点に製作されている。仮面の格も高く、工呪会の統計によれば起動に成功するのが10人中3人、うち基本動作までこなせるのは1人のみであるという（訓練によりある程度は数値を上げられる）。操縦するには素質と強い意志と技術が必要であるが、高性能の機体を乗りこなせば、気闘法などの特殊な技も含め操主の剣技をそのまま再現できる。

#### 聖刻騎士団の操兵
聖刻騎士団は虎、龍、鳳凰、狼の四聖獣の名を冠した四つの騎士団に大別され、それぞれ北南東西の地域を管轄としている。各騎士団は更に白赤青黒の色別に騎士団を編成しており、合計16の騎士団で構成されている。
個人所有の操兵に乗る騎士もいるが、正式機として四聖獣の姿を模した、ラーフ、ラグ、ティン、ウォルンの操兵が配備されている。特別な能力を持つものではないが、一般に供給される操兵とは別格の作りとされている。
四虎騎士団機
シィフ・バイロン
クランド家の現当主であり、法王勅命軍改めクランド軍総大将となったラマールクランドの乗騎。
先代当主である祖父ラドウ・クランドから家督と共に受け継いだ。ラドウが先々代の団将として大動乱を戦った際には、聖刻騎士団の象徴機として圧倒的な強さで戦い抜き敵を震えあがらせた。
四虎騎士団に配備される虎の姿を模した大型操兵ラーフ種の機体で、本機も頭高2リートを超える大型機である。兜は虎の頭をかたどっており、目には凝った細工の紅玉がはめ込まれ、大きく開いた虎の口の中に仮面がある。
ラドウは自ら操縦していたが、ラドウ引退後に孫のラマールに譲られた際に幼いラマールの為に複座に改修され、重要な場では後見人のバクル・サーサーンが搭乗し操縦を担当していた。
神樹 肆において『水虎の再現を目標に可能な限りの技術と費用を投入して製造された操兵の十九代目の機体』とされている。
バイロンは度々設定が変更されており、ソノラマ文庫版では『ユジック・ゴウランが製造し法王アショーカよりラドウが拝領した機体で、虎の軍団長（当時は色別の小騎士団は無かった）だったラドウにあわせて虎の冑の機体を送った』という設定になっていた。ユジックによれば、自分が手掛けたのは三代目シィフ・バイロンとのことである。
完全版以降では、『クランド家創設以来、代々当主のみが乗り継いできた操兵。少なく見積もっても1,000年以上という驚異的（普通の操兵の寿命は100年程度）寿命を誇る』となっていた。ラマールによれば、心肺機は発掘された古操兵のものを流用しているらしい。先代の当主ラドウ・クランドが乗っていたときは、八機神に匹敵するという常識離れの膂力をしばしば発揮している。
パイダー・ラーフ
東方聖刻騎士団、北部方面軍四虎騎士団の大型狩猟機。八聖者が騎乗した水虎の操兵「シュノ・ヴァルダラーフ・シャンパオ」を原型とした大型操兵の≪ラーフ種≫の最新鋭機であり、名機と言われたダイカー・ラーフの後継機。大型で装甲も厚く機動性にやや難があるが、機体の強靭さ膂力はずば抜けている（これはラーフ種全般に言える特徴）。
ダイカーより軽量化し、行軍時の取り回しのしやすさを向上させているが、代償としてラーフの特性である戦闘時の強靭性が低下しており、ユジックはダイカーを乗りこなせない騎士の技量低下を嘆いているらしい。
ダイカー・ラーフ
一世代前の四虎騎士団正式機で、大動乱の頃に主力だった。ラマールの剣術指南であり、聖四天王の一角＜北部の猛虎＞ワルサ・ジュマーダの乗機。この当時の機体は乗りこなせば潜在能力は現用機より上とも言われている。
ベルダ・ラーフ
ワルサの乗機だが、名が登場するのは、ラマールが赤鳳騎士団と決闘をする場面のみのため、詳細は不明。それ以前も以後もワルサの乗機はダイカーで統一されている。
完全版ではダイカー・ラーフに修正されている。
神樹 肆によれば、ダイカーの改造機との事である。
四龍騎士団機
パラシュ・バラーハ
ガルン・ストラの愛機。赤銅色の重装甲に身を包み、頭の左右に龍を模した角が張り出している。
先代の操兵鍛冶総代（ユジックの父）が自ら手がけて製造、先代法王アショーカよりガルンの祖父が拝領し、以降ストラ家三代に渡って乗り継がれた名機。ガルンの所属していた四龍騎士団で使用される龍の姿を模したラグ種の操兵で、装甲、パワー、スピードのバランスが高いレベルでまとめられており、東方でも屈指の強力な操兵。
イオニ・ガザイン
ガルンの親友、ヨハル・ロウの狩猟機。ロウ家に伝わる操兵であり、騎士団正式機では無い。額から一本の長い角が伸びており、肩の装甲がサザエのような独特の形状になっている。見た目は堂々とした風格を備える機体で、がっしりとした重装備の操兵だが、素早さを信条とする搭乗者ヨハル・ロウの剣技に合わせ、見た目より実際の装甲は薄くして素早さを上げている。特に足回りはかなり軽装甲になっている。ヨハルが死の間際にコティ（後のキサナ）に譲渡しているが、ようやく狩猟機を操れる技倆に至ったばかりのキサナは、神樹編冒頭ではアッシャー・ラグ《アルジュナ》を騎機としている。
ラサー・ナヴァルカ
赤龍騎士団に所属するガルンの友人ムゾレ・タランテの乗機。名は＜魔弾の射手＞の意。騎士団正式機ではない。その名の通り弓の名手の操主ムゾレ・タランテ同様に弓を装備し、2リート（8メートル）を超える強力な長弓と強弓を引くための剛腕を持つ。剣を振るえばその剛腕から繰り出される一撃はあらゆる物を断ち切ると言われる。
ただし、聖刻騎士団では射撃武器を騎士道精神に反するものとして忌避している為、活躍の場所が無く聖刻騎士団の戦闘では功績は少ない。一方、第二部ではその性能をいかんなく発揮した。
第四部では、取り決めを破って弓矢を用いてきた四鳳騎士団に対抗し、神業めいた技量で次々にティン種を射抜いてガルンを援護した。
アッシャー・ラグ
東方聖刻騎士団、南部方面軍四龍騎士団の中型狩猟機。南部方面で軍で採用されている八聖者が騎乗した木龍の操兵「ムゥノ・ヴァシュラ・アヌダーラ」を原型とした≪ラグ種≫と呼ばれる伝統機の流れを汲む新型機、パワー、スピード、装甲のバランスが取れた機体。南部方面のぬかるんだ地面に対応するため、足裏が広くデザインされている。またラグ種はパラシュ・バラーハを筆頭に全般的に鎧武者の風貌をしているのが特徴。キサナの搭乗機は「アルジェナ」という固有名がつけられている。
アタス・ラグ・バタン
赤龍騎士団に所属するガルンの親友デウス・ヌウクの乗機。
機体の名が出るのは、カビテの戦いでガルンを援護するために隊を抜け出したときのみで、後にガルンと合流した際にはアッシャー・ラグに乗っていると描写されている。別機体なのか、上述のアルジェナと同様のアッシャーの固有名称かは不明。
ラグナローグ
赤龍騎士団を率いてガルンと≪白き操兵≫を狙うドゥーム・ラッハ・エヌド師将の乗る一品物（俗に言うカスタムメイド、またはワンオフの機体）。昇進を機に発注し受領したばかりの機体で、量産型とは異なる心肺機音にドゥームも満足げであった。
四鳳騎士団機
シャトール・ティン
東方聖刻騎士団、東部方面軍四鳳騎士団の狩猟機。八聖者が騎乗した金鳳の操兵「キノ・アウラ・レイヴァーティン」を原型とした≪ティン種≫と呼ばれる操兵の最新機種。すらりとした長い足や≪鳳≫を模した兜や鎧のた垂れが特徴、他の騎士団の機体と比べ装甲は薄いが、その分機動力に優れ、軍団一の速さで戦場を駆け抜ける。左腕には格納式の弓が取り付けられており、戦況に応じて弓射も行える。
レイファーン・ティン
一世代前の四鳳騎士団の狩猟機で、大動乱の頃に主力だった。聖四天王の一角＜東部の荒鷲＞イスルギーン・ツベルクが乗機とする。大動乱時代からの愛機で、受領時にはイスルギーンもその性能を賞賛していた。
四狼騎士団機
ランバー・ウォルン
東方聖刻騎士団、西部方面軍四狼騎士団の小型狩猟機。四騎士団の中でも最も小型軽量であるが、敏捷性を生かした戦法を得意とし、外観とあわせまさに≪狼≫を彷彿させる機体。山道に適応した脚力や暗視用の目を備えるなど西部山岳地帯に適した操兵ではあるが、他の操兵からの転換には苦労が多い。と言うのも四狼騎士団への志願者がとても少なく、他の三軍から兵を借り受けた混成部隊である実情が大きな原因で、使用しているのも地元騎士で揃えた黒狼騎士団だけで、転任により増設された他の三狼騎士団は、乗りなれたラグ、ティン、ラーフを使用している。また、四狼の各騎士団間の折り合いも聖刻騎士団の中でも最悪で、このような様々な理由で、新型機オーヴァ・ウォルンの配備も進んでいないようである。
クーフーラン
聖四天王の一角＜西部の餓狼＞テルガー・カムリの愛機。ランバー・ウォルンの改造機で部品にも互換性はあるが、新種に近いほど手が入っている。かつてテルガーが「勝つことが至上」と考えていた頃に製造された機体で、全身に隠し武器を装備し、通常の剣術から外れた四足獣のような動きも行う。現在までテルガーはこれらの機能を使用していないが、性能を開放すれば多対一の戦闘でも驚異的な戦闘力を発揮する。
ヴァルダ・カーンとの戦いでテルガーが散ったあとも人機一体の究極の姿としてテルガーの遺志を宿し、クリシュナを救おうとし続けた。

#### シーカ種操兵
東方西部域ヒゼキア国の守護神的な存在。配備されていた古操兵のシーカ原種操兵は数百年前にすべて寿命が尽きたため、聖刻教会操兵鍛冶匠合が特徴を引き継いだ機体を新たに量産し、ヒゼキア国のみに譲渡されていた。シーカはヒゼキアでは「狼」の意である。左肩の三日月状の盾が特徴。ヒゼキア滅亡と共に生産は打ち切られたため現存の真性シーカ種は少なく、ほとんどは装甲を改修して似せただけのレプリカである。
ガリオン・シーカ
グルーンワルズ傭兵騎士団長ガシュガル・メヒムの愛機。もともとの機体は、ヒゼキア（東方動乱の時に最初に滅亡した東部の小国）王都警備隊で使用されていた狩猟機 ≪愛国の狼≫ ロジェ・シーカであった。
ヒゼキア滅亡後、祖国復興の為にあえて鬼道に走った時に、ガシュガルは愛機の名を ≪暴虐の狼≫ へと改名し度重なる戦闘での改修で名にふさわしい機体に変化した。
シーカ種の特徴である末広がりの冑に赤い羽根飾り、左肩の三日月型の盾は往時のまま残っており、団員も各自の機体を似せた姿に改修しているため、団の象徴ともなっている。無頼の剣を振るうガシュガルらしく、騎士の常道から外れた半月刀や長柄の大鎌を装備する。
バリオン・シーカ
グルーンワルズ騎士団長ガシュガルの副官、ゼナムの駆る狩猟機。団長機であるガリオンの形に合わせて、他の機種を改装したもの ≪刀剣の狼≫ の意味を持つこの気体は、その名の通り太刀しか装備しておらず、その切れ味は騎士団随一と呼ばれる
『銀の貴公子』との戦いでガシュガルに一度は誤って両断され搭乗者のダウス（ゼナム）ごと大破し、土の門の錬法術師ダロトに秘術と＜黒き操兵＞ハイダル・アナンガの仮面によって復活したが、それ以降ダウス（ゼナム）が搭乗しない限り動かない操兵となった。≪白き操兵・ヴァシュマール≫ との戦いで二体の黒き秘操兵の力を持って『黒の僧正：ヴァルダ・カーン』の素体となって復活。《八の聖刻》としての猛威を奮うも、四体の八機神が封印の力を発揮した中で因果にもガシュガルの手によって再び操手もろとも両断され、数奇な運命を閉じた。
ダイオン・シーカ
グルーンワルズ団員の乗る狩猟機。団長機ガリオン・シーカに似せて装甲を改修して羽飾り、三日月の盾を装備している。また装甲や手首の強化など極めて実戦的な機体に改修されている。元になった機体は多種多様であるが、ひとくくりにダイオン・シーカと呼ばれている。
ジリオン・シーカ
正統ヒゼキア解放軍のグルーンワルズ亡霊騎士団で、ガシュガルの副官となったサラート・ジャベルの乗機。
解放軍ヒゼキア騎士の乗るシーカの多くは、シン国が鹵獲した百数十機の東方操兵を西方工呪会が譲り受け、外装をシーカ種に似せる改造を施した上でダロトを通じて供与したもの（東方西部の動乱を拡大し、アグでラ・カシスと対峙するシン国を間接的に援助するためである）であるが、サラートの乗るジリオンがそれを指しているのか、それとも別ルートで入手したものかは不明。いずれにしろ現存の真性シーカ種は１騎（あるいは２騎）とされているため、レプリカのシーカ種である事は間違いない。
アイオーン・シーカ / ガウロン・シーカ
黒の僧正≪ヴァルダ・カーン≫と共にカーン神殿に埋葬されていたシーカ原種の古操兵。少なくとも十数機が副葬されていたようである。禁忌に触れるとして国家滅亡の際ですら使用しなかったが、両機ともダロトの指示により発掘され、ヒゼキア＝スラゼン連合王国の国家騎士団として再編されたグルーンワルズ神殿騎士団に配備された。現在の操兵よりかなり性能が良いようである。
ハイアーン・ディール / ラグ / シーカ
ダロトに雇われた傭兵部隊「鬼面兵団」の団長ジャラン・ナムの愛機。鬼面の面覆いをつけていることが、団の名の由来となっている。頭に三本の突起があり、通称＜三つ角＞とも呼ばれる。
元は東方聖刻騎士団・南部域・青龍騎士団所属の大型のラグ種ハイアーン・ラグだが、北方の黒の一を封じる戦いで機体が損傷し、どうにか仮面だけが回収された。ジャランが聖刻騎士団を脱退する際に、ラドウから餞別として機体が送られハイアーン・ディールとなった。
ラグ種を基本としているが、吟味された部品を使い別種と呼べるほど改修が加えられている。組み上げたのは操兵鍛冶匠合総代ユジック自らで、その出来ばえにはユジック自身が折り紙をつけた。
鬼面兵団はグルーンワルズ亡霊騎士団と名を改めて団員ごとヒゼキアの騎士団となり、本機もシーカ種に似せる改修を加えられてハイアーン・シーカに改名した。
マ・ソウグ・シーカ
練法師ダロトが復興したヒゼキアの神殿騎士バール・デンドルとして復帰する際に、乗機を狩猟機の体裁にするために作った半人半獣型の操兵。狩猟機のように剣を振るい、同時に土門練法を行使することができる。
機体は呪操兵ツォノ・マ・ソウグを四足型に変形させ、上にカーン神殿から持ち出したシーカ原種の上半身を融合させている。機体変形が可能な土門の呪操兵の特性を利用した強引な手法で、通常はまともに動かないか、よくてもどっちつかずの中途半端な機体としての性能しか発揮しないはずが、本機はその八機神としての特性から目覚ましい性能向上に至った。

#### 西方工呪会製機
アビ・ルーパ
クリシュナ・ラプトウの愛機。
クリシュナがダマスタ国の騎士に昇格した際に祖父から贈られた操兵。西方工呪会の最新鋭機で、全身の装甲がアビレイルという特殊金属による鏡面装甲で覆われているため白銀に輝いている。アビレイルには練法や高熱を遮断する効果があり、西方では製造することの出来ない呪操兵との戦いを意識した機体である。実際のところ工呪会が最新鋭機をクリシュナに勧めた目的の一つは、対呪操兵のデータを取るためであった。
完全密閉の操手漕に空調も備えており、短時間なら水中行動も可能という多機能ぶり。また細身の機体ではあるが、筋肉筒はかなり強力なものを装備されており、身軽さが身上の穏行機を超える跳躍力を見せる。機密だらけの実験機なうえに東方操兵主体の中原の操兵鍛冶には完全な整備が不可能なため、整備は神出鬼没の工呪会交渉人ダハールとその部下が行っており、整備のたびに戦闘データに基づいた改良も行われている。
ラグン・ファーケン
西方工呪会の狩猟機。全高2リートを超える≪重操兵≫（ガドー・ゲラール、または単にガドー）と呼ばれる大型機。身長ほどもある大型の盾と長槍を装備し隊列を組んで敵に当たる集団戦（いわゆるファランクス戦術）に特化した操兵
中原では東方南部域連合 ≪ラ・カシス≫ の侵攻に対抗する為に工呪会からシン軍に大量に供与された。シンの機体は猛暑の中原仕様として背中に2枚の放熱板を持ち、民族色豊かなペイントや装飾が施されている。
グラン・プルージュ
西方工呪会製の狩猟機、一般的な機種で重操兵との比較で通常狩猟機（マーガ・ゲラール、またはマーガとも）というカテゴリー分けをされている機体。東方・南部域連合軍≪ラ・カシス≫に対抗する為にシン軍に大量に投入されている。
隊列の側面に配置され、集団戦の弱点である横からの攻撃に対処したり、遊撃の役割に就く。

#### 古操兵
ラジャス・カーラ・ギーター≪千の守護者≫
≪白き王の帝国≫で作られた青き古操兵。操主の意思を読み取って動く高度な文明の産物であり、非常に強力な機体。機体を包む鎧や剣は、現代では作り出せない未知の金属で作られ、通常の武器ではかすり傷一つ負わせることができない上に、敵の鎧を紙のように易々と切り裂く。
かつて古代の白き王の家臣であった≪千の守護者≫達は、王の死後に殉死し、家臣の魂はそれぞれの機体の仮面に宿り遥かな時を経て蘇る≪白き王≫の守護者となった。完全な素人が乗っても一流の手練れ並みの操縦ができるのは彼らが操手をサポートしているためである。前述の理由で仮面自体が意思を持っており、操主を逆に操ってしまうことも可能。その際の力は仮面に宿る生前の達人達そのものであり、仮面同士をリンクさせて一糸乱れぬ同時攻撃までも可能とする無敵の軍団と化す。
長い年月を経ても操兵が朽ちない理由は術法によって機体の時間を≪白き王≫に止められているからであり、≪白き王≫の許しがあれば止められた時間が一気に過ぎ仮面も機体も塵錆となる。
第一部ではダム・ダーラの奸計により黒の陣営の兵力と化すが、《真・聖刻》を取り戻したヴァシュマールにより機能停止。その後はホータン国の主力兵器として用いられることになるが、ホータンにはまだ優れた操手が少ないことから、配備されているのは100騎にとどまり、残りは予備機・補充機として未稼働状態に置かれている。

#### その他の狩猟機
スターツ・クラマク
滅亡したスラゼン国の正式機クラマツ種の操兵で、スラゼン国のエルシェラ公女の専用機。真紅の豪奢な機体で、<姫将軍>と呼ばれる公女は指揮官として母国再興の前線に立つと吹聴しているが、実は複座で操縦は別の騎士が担当している。
ダナエ・グローヴ
ハグドーン国の正式狩猟機。ハグドーンはヒゼキア・スラゼン連合軍に攻撃を受け敗北を重ね、弱体とみなされたために西部諸国の草刈場となってしまい、作中ではフィアと共にほとんどやられ役になっている。
フィア・グローヴ
グローブ種の旧式機。第一線からは外され、内地の砦に治安維持用に配備されている。
ゼノウ
西部域最大のライリツ国の正式機。大型の狩猟機で、西部域では随一の実力の機体と評価されている。
トゥール
聖刻教会製の世俗向け狩猟兵。従来のガータ種に替わる新型機である。ウルオゴナのダマスタ侵攻にあたり、ムルーアとともに無償供与されたが、品質の悪い機体が回されたこともあってゴナ砂漠を渡るだけで半数の500騎が脱落、戦域まで辿り着いた機体もダマスタ軍との戦闘で全滅した。

### 呪操兵
東方語では「ダーサ」、西方語では「ヴェルダ」と呼ばれる。
練法師専用の操兵。各地の練法師匠合や秘密結社が秘蔵しているわずかな機体を除けば大半が聖刻教会製であり、西方工呪会では機体製造技術すら遺失している。その教会でさえも、高位術者の要望に応えられるだけの性能の呪操兵（仮面）は製造できず、発掘された古操兵を修理したり古代の仮面に機体を与えることでまかなっている。
汎用機は存在せず属する門の練法専用で、機体名の最初に門の名を冠している。機体は練法の発動に必要な結印を素早く正確行うために、特に指先が精密に作られているが、近接戦闘に耐えられる強度は持たないとされる。中には練法により機体強度を上げたり、印手（結印用の腕）の他に戦闘用の腕を持つなどして対応している機体もある。機体全体が門の象徴を模していたり、そもそも人の姿をしていないなど奇怪な姿の機体が多い。操手槽には計器類はまったくなく、操兵用と対になっている仮面で操る。

#### 聖華八門の呪操兵
リィノ・ラ・トゥワング
≪陽の門≫アルバの呪装兵
聖華八門では最強の呪操兵。
巨大な蓮華座に結跏趺坐する三面六臂の仏像のような姿の操兵。一組の戦闘用の腕のほか、胸と機体上部にそれぞれ一組の印手を持っている。機体上部の小型の印手の腕は高度な錬法用のもので、それ自体が門の象徴の陽を表している。さらにこの印手は触媒である陽光を取り込む結界になっており、頭部の集光版より取り込まれた陽光は機体腹部で凝縮され、呪封座と呼ばれる巨大な呪封筒でた陽光を練法に変換して蓄積している。これを用いることで、雨天や夜間でも強力な練法の発動が可能になる。
キノ・ザウール・ラギュラ
≪金の門≫ガルダの呪操兵。
胴体が獣の頭蓋骨のようなデザインをしており、頭は小さく身体にめり込み後頭部が後ろに長く伸びている。このためかなり大型の操兵に見える。腕は戦闘用の剛腕が肩の位置に、印手が胸に一組ずつある。
腰の前垂れに仕込まれた副足を展開し、胴体を巨大な頭に見立てた四速歩行の姿に変形することが可能で、この状態になると練法が使用できなくなるが、わずかばかりの知能が芽生え、自律行動が可能となる。
機体は装甲が厚く、狩猟機並みの強度を持つうえにガルダの練法で強度が5倍にまでなっている。更には、金属を（非磁性も含む）はじき返す特性を与えられており、操兵同士の近接戦闘に関しては八門最強といわれている。
フォノ・エンゾーム・イブキ
≪火の門≫バルサの呪操兵
二足二臂の人型で割合に常識的な姿だが、「龍骸」と呼ばれる巨大な龍の頭蓋骨を模した呪封筒装置を両肩に取り付けている。これは事前に練法を充填した呪封筒を装填することで術者の消耗無しに高位の術を連射することを可能とするもので、元々は火の門の門主ムルガルの呪操兵フォノ・カル・マヌガーヤの試作パーツである。
≪白き操兵≫に敗れた後、「龍骸」はダロトによって回収され、オーザムの搭乗する古操兵フォノ・ヤクーシャ・キランディに流用された。
ムゥノ・ロ・グウラ
≪木の門≫ラージャの呪操兵。
練法で加工した植物素材を外装とする。植物のあるところなら強力な再生能力を持つが火には弱い。外伝「北方の傀儡師」に登場。
人型を基本とした二脚で立ち、蔓を思わせる細い腕を左右二本ずつ四本備えている。
立木に擬態し、腹部から甲虫を撃ち出して攻撃する。
ユイノ・ルーズ・ルゥ
≪月の門≫カルラの呪操兵
月門でも次期門主候補の乗機とされ代々乗り継がれてきた強力な古操兵。聖刻教会が所有する操兵の中では最古の部類に入っており、月齢の満ち欠けや位置の影響で性能が変化する特性を持つ。
二足二臂だが、機体は三日月を組み合わせた奇怪な姿をしている。外装は宇宙から飛来した金属を加工したもので、≪月≫のマーナの波動と完全に同調し錬法をより増幅させる。機体の背中の小月輪は闇を司り、左腕の中月輪は幻を、機体の大月輪は時を司る象徴でもある。
近接戦闘は考慮しておらず、剣を持つと機体が拒否反応を起こす。
後にカルラの仮面を譲られたラーパティの乗機となる。
フェノ・ベルガ・ラハン
≪風の門≫ゾマの呪操兵
ダム・ダーラがゾマのために製造させた呪操兵。機体は新しいが仮面は聖華八門でも屈指の古い物で、ゾマが古代遺跡から持ち帰った先史文明の「ベルガ（天帝）の仮面」を使用している。
全般に端整な姿だが、結印用の二本の印手に加え、戦闘用の巨大な3本の腕の計5本の腕を持つ異形の操兵で、機体の三本の腕は風を呼び込む結界「弧風召陣」を模り、幾何学的な弧を描く事によって、ある程度の風ならば強制的に呼び込むことができる、またこの機体は呪操兵ながら格闘戦を行えると言う特徴を持ち合わせ、三本の腕から繰り出される強烈な攻撃は並みの操兵なら軽くねじ伏せる事ができる。
シュノ・アグル・ディケーロ
≪水の門≫シータの呪操兵。
二足二臂の人型で、狩猟機に近い姿をした呪操兵。身体の各所に触媒である水を錬法で凝結させ、巨大な水晶の結晶のような装甲として装備している。これらは絶大な強度を誇り、ガルンとバラーハの剛剣をもってしても傷一つつかなかった。
外部に結界を張り水の中でも行動可能、触媒である水が無い場所ではほとんど行動しないが、非常時に砂漠などでは、機体各所の水晶尖を元の水に戻し、ある程度術が使える様にしている。
ツォノ・マ・ソウグ
≪土の門≫ダロトの呪操兵
三角形を組み合わせた衝角のような胴体に、モグラのような巨大な腕と結印用の印手を備える。触媒が土である為、土中から全身を現すことはめったに無く、地上には潜望眼のみを出している。
ダロトのために作られた機体で仮面とも聖華八門の呪操兵の中では一番新しく、その分他の古操兵に比べて操手の錬法増幅率が低く性能は見劣りする。そこで高度な術を使用する場合、機体の仮面のマーナを補佐するため、質の劣る仮面を数個使いマーナを充填した固定式の呪封筒が機体後方に二基積まれている。
元々この機体は八機揃えば（八つの聖刻）を封印できる八機神＜土虎の操兵＞の上半身が失われた下半身で、八機神の力を恐れたダム・ダーラがその力を秘匿するため、手駒である聖華八門のダロトに専用の呪操兵として復活させ与えられたものである。ゆえに、呪操兵でありながら練法増幅能力に劣る一方で殴り合いを得意とするおかしな機体となっていた。
ダロトがヒゼキア国の復興にあたり、操兵としての体裁をつける為に、ヒゼキア国の神殿に埋葬されていた古操兵アイオーン・シーカ（聖樹「参」ではダロトのかつての愛機「ケイマン・シーカ」となっている）と融合させたことによって、マ・ソウグ・シーカとして本来の機体の形に近い形状に作り替えられた。
更に黒の僧正ヴァルダ・カーンと戦う他の八機神同士の共鳴により封印が解かれ、＜土虎の操兵＞ツォノ・パドゥマ・クベーラとして復活した。

#### その他の呪操兵
フォノ・ヤークシャ・キランディ
アバダ一族に伝わる火の呪操兵。
アバダ一族は聖刻教会の練法師とは別の一派で、キランディも教会の呪操兵とは別系統の古操兵として代々乗り次がれてきた。
一族復興のため、ダロトの誘いに乗ったオーザムが同志を募って里を飛び出した際に持ち出し、ダロトによって、左肩に破壊された聖華八門・エンゾーム・イブキから回収した龍骸を装着している。
火の門主ムルガルの操兵フォノ・カル・マヌガーヤとの戦闘で一度は業火に焼かれて敗れるが、そこで封印が解け八機神の一つ、火龍の操兵フォノ・ヤーマ・アシュギニーとして蘇る。
ユィノ・アーシャ・ガルーパ
東方教会練法師団 月の門の門主ソティスの呪操兵
月の門の操兵らしく月齢に性能が左右されるが、この機体は特殊な結界を張って強制的に満月の状態を呼び出すことが可能である。満月の加護の元では、常に相手の数秒先の行動を見ながら（予知しながら）戦うことができる。
フォノ・カル・マヌガーヤ
東方教会練法師団 火の門の門主ムルガルの呪操兵
龍骸が両肩と胴体の三箇所にあり、腰から下の下半身を持たず肩の龍骸から連なる二本の龍の尾を足代わりにしている。異形機の多い呪操兵の中でもかなり人型から外れた機体。元々は古操兵のパーツを組み合わせアシュギニーの再現を目指して造られたが、能力強化を優先した結果怪物じみた姿になった。
複数の目標を三つの龍骸で一度に攻撃するなど戦闘力はかなり高く、八門の門主級呪操兵の中でも最強クラスであるが、反面制御が難しく短時間しか稼働できない。
アシュギニーとの戦闘で破壊され、搭乗していたムルガルも死亡。八門いずれを問わず門主の戦死は教会発足以来の椿事であり、練法師団において少なからぬ動揺を引き起こした。

### 疑似呪操兵
本格的呪操兵には及ばないものの練法増幅能力を持つ機体のこと。東方語で「デ・ダーサ」、西方語では「ヴォーパル」と呼ばれる。ワースブレイドに登場する擬似呪操兵は、使い捨ての練法発動用仮面を取り付けた従兵機だったが、本作に登場するシャルバーン系列の操兵は、狩猟機に転移能力を付加した機体である。また後述する隠行機もささやかであるが練法増幅能力を持つ疑似呪操兵的設計である。
アグー・シャルバーン
東方聖刻教会が、対西方工呪会製操兵用の実験機として開発した機体
2リートを超える大型の機体で、狩猟機に匹敵する頑丈な機体に呪操兵的な仕組み、仕掛け加えられている。普段は剣を括りつける台座に偽装しているが、肩の後ろに巨大な腕をもう一組持っており、機体の側面に回りこんで前腕（連法を使用する際の印手の役割もある）を収納し、大振りの剣などを軽がると扱える巨大な腕となる。後頭部に二つ目の仮面があり、この仮面の能力で空間を転移し、敵を翻弄する。前の仮面が機能しているときは機体が青に、後頭部の仮面が機能しているときは機体の色が赤に変わる。
中原キタン国の領主が主催する操兵試合で西方工呪会の対呪操兵実験機アビ・ルーパに対し猛威を奮い、あと一歩で討ち取る寸前まで追い込んだ
グーリ・シャルバーン
聖刻教会が新型操兵の実験を兼ねて、中原侵攻の東方南部域連合軍≪ラ・カシス≫に貸与された操兵。15機ほどが投入されている。アグー・シャルバーンの実質的な後継機で、転移能力を高める為に軽量・小型化され、二対の腕も印手と戦闘用が完全に分離されるなど簡略化されている。一方で機体はアグーほど頑丈ではなく、投石器の一撃でバラバラになってしまった。従来の船戦では重量の重い操兵を使用することはできなかったが、転移能力を活かして敵船上に「跳ぶ」戦法でシン水軍を破る原動力となっている。
使い方によっては非常に強力な操兵だが、練法を使うのに大量の人間の生気を必要とする致命的欠陥機であった。逃げ場の無い船上では転移を繰り返すだけで敵兵を皆殺しにできるが、同時に味方にも多くの犠牲者を出したとして≪ラ・カシス≫首脳部より教会へ問題を提議され、責任者である練法師団の長タイト、聖刻騎士団団将のグラハ、鍛冶匠合総代ユジックが告発される異例の事態を招いた。グーリとは＜死神＞の意であり、敵味方かまわず屍の山を築いたことから名づけられている（最終的には操手も全員死亡したらしい）。

### 従兵機
東方語では「ペナン」「リュード・イム・ペナン」、西方語では「ゾルダ」と呼ばれる。従兵機は西方工呪会が生み出した機種で、狩猟機に付き従うものとして作られたことが名の由来となっている。狩猟機に比べると機構が簡略化されており、全体的に作りが粗雑である。西方では均質な兵力を多数揃え、面で圧倒する戦法を重視していることから従兵機の開発に熱心であり、性能や運用法も東方に比べて進歩しているという。
東方側に本来この様な機種を作ろうと言う発想がなく、200年ほど前の西方との戦いで大量に操兵が必要となり、工呪会製の従兵機を模倣して東方でも作られるようになった。現在はアハーン大陸全体に普及し、近年では従兵機独特の発展をとげた機種も誕生し、戦場で効果的な戦いもする様になった。
最大の特徴は、その機体のほとんどが頭を持たず低俗な仮面を胸部に装備している点で、騎士からは「首なし」と蔑称されることもある。武器も実用本位の長柄武器が主流である。戦闘力は狩猟機の1/3程度とされるが、価格は狩猟機の1/5〜1/10であり、コストパフォーマンスに優れている。また仮面の格が低く反応が鈍いことは、逆に操縦が簡単であることにつながり、工呪会の統計では10人中8人が起動に成功するとされている。このことは操手の数を揃えやすいことを意味する。機体、仮面共に生産性が高い事もあり機数でいえば狩猟機より遥かに出回っている。
ル・グリップ
西方工呪会最新鋭の従兵機で、出征するクリシュナに配下として10機が送られた。硝子製の天蓋に覆われた密閉式の操主槽を持ち、従兵機ながら狩猟機並みの戦闘力を持つ。特に脚部の性能は目覚しく、従兵騎は動きが鈍いという常識を覆し、走破力に関してはアビ・ルーパと同等以上である。膝が他の操兵に見られない多重関節（いわゆる鳥足）になっており、それを一挙に伸ばすことで驚異的な跳躍力を持つ。この跳躍力を活かした、頭上からの体重をかけた戦斧の一撃を得意の戦法とする。気密性の高い操主槽は短時間なら水中・砂中行動が可能である。
奇襲を読まれ、すべて狩猟機で編成されたグルーンワルズに真っ向から戦闘を挑む事となったが、相討ち同然ながらも敵全騎を討ち取り、その性能を実証した。
ボアー
シン国に供与されている西方工呪会製の従兵機。
ラグン・ファーケンと共に、隊伍を組んで長槍を構える集団戦術に特化した機体。このため、後部など不必要な部分の装甲を削減し、代わりに前面装甲を狩猟機並みにしている。
ナバーラ
聖刻騎士団が使用する正式従兵機。筒状の胴体を中心に上方から見ると特徴的なコの字型の機影をしている。運搬・戦闘補助が主任務で、遠征の際の宿営用の荷物や食料及び、正騎士が使用する狩猟機の予備武装を運搬する軍用トラックのような機体。従士など、聖刻騎士団の低位の位の隊員が使用する
ヴァクレイ
聖刻騎士団が運用する従兵機。運搬用のナバーラと違い戦闘を中心に設計されている。開放型の操手槽だが、仮面上部に弓矢や石から搭乗者を守るための取り外し可能な遮蔽版を装備している。このために遠目には顔があるように見えなくも無い。
ムルーア
聖都計画の一環として、ダマスタ侵攻を開始したウルオゴナに大量に委譲された操兵。西方工呪会製並みの量産力を持ち分解組み立てが簡単で前線での運用に適している。
整備性が良いなど進歩している点はあるが、通常は廃棄されるほど質の低い聖刻石を使って仮面を製作されており、性能は低く寿命も短い。行軍途中で脱落放棄された機体も多いが、それでも圧倒的機数（約3,000機）が投入され、オズノの戦いでは足止めを図るダマスタの狩猟機を、数に物を言わせて押し潰している。
パイダーフ
東方製の一般的な従兵機。各国の軍で使用され、中原でもよく見かける機体。現在ではほとんど旧型になっている。東方編以降は聖刻騎士団関係の描写が多いため、ほとんど登場しなくなってしまった。

### 隠行機
暗殺や特殊任務に特化し集団戦も視野に入れた間者専用の従兵機。練法師団配下の部隊が使用するため、低位ながら練法増幅能力を付与されている。
ジャダド
聖刻教会練法師団の下部組織、暗殺部隊で使用される隠密行動用の特殊従兵機。丸みを帯び、腕がかなり長い大猿のような姿をしている。装甲は無きに等しいほど薄くして軽量化しており、瞬発力が高く優れた跳躍力を持っている。また、暗視用の目や嗅覚による追尾機能など、追跡用の特殊な装備を搭載している。映像盤は持たず、ゴーグル状の装置で操手に情報を送る仕組みを採用し、常識離れした機動力を獲得した。従兵機に格付けされる機体だが、集団による奇襲攻撃に徹すれば狩猟機すら圧倒する戦闘力を発揮できる。手裏剣や伸縮式の槍などの暗器と呼ばれる隠し武器を多用する。
ラディル
聖刻教会の暗殺部隊がかつて使用していた旧型の隠行機。
物語中に登場するのは、ヒゼキア国の神殿を守護していたアバタ（浄火）の一族が聖刻教会との戦闘で鹵獲し、独自の改造を施したものである。
アバダは火の練法師の一族なので、油などの術の触媒を搭載し石綿による耐火加工など火の呪操兵に準じる装備が追加され、新型機≪ジャダド≫に比べて運動性・隠密性が劣る代わりに練法増幅能力を高めた、疑似呪操兵タイプになっている。
ダヴァ
東方聖刻教会の操兵鍛冶匠合が製造した暗殺部隊専用の隠行機≪ジャダド≫を元に、西方工呪会が造り上げた隠行従兵機。
ダッグ・レッグ
移動能力を特化させた西方工呪会製の従兵機。異様に長い脚部が特徴。工呪会下部組織≪巨人の足跡≫が使用する隠行機。伝令や要人の送迎にも使用される。

### 弩弓兵
遠距離攻撃を目的に作られた後方支援用従兵機。両の肩に連射弓を装備し遥か彼方の敵を攻撃して自軍の歩兵・騎馬・操兵の侵攻を援護する。高空から降り注ぐ矢の威力は凄まじく、狩猟機の装甲も紙のようにたやすく貫通させる攻撃力を持つが、矢を撃ち尽くした後は人の手で再装填しなければならず、接近戦も苦手とするため、運用にはそれなりのノウハウが必要な機体。
ダナトス
半世紀前に西方工呪会が初めて実戦に投入した旧型の弩弓兵。東方聖刻教会の≪サルダフ≫はこの機体を模倣して作られた機体。
ウラバス
西方工呪会の新型・弩弓兵。両肩に四連装弩弓砲を装備し、その矢の最大到達距離は1キロにも及び、聖刻教会弩弓兵の性能を凌駕している。
サルダフ
上記≪ダナトス≫を基に複製された聖刻教会製の従兵機。両肩に大型の連射できる弩（いしゆみ）を装備している事から弩弓兵と分類される。
長さ1リート半の矢を5本連続で自動装填できる機構を持ち、その矢の威力は狩猟機の装甲を軽々と貫く、なお矢を打ちつくした場合は人の手で装填される。

## 用語一覧
ア・ハーン
作品の舞台となる大陸。文化圏は大きく東方、西方に分かれておりその間に不毛地帯である中原が横たわっている。本作の主要な舞台は中原から東方にかけてで、西方は作中では断片的にしか描かれていない。
中原は大森林を西方との境界とし、東はカーランカ大山脈と大河アグが東方との境界となっている。東西それぞれの領域の倍以上の広大な地ではあるが、乾燥地帯や荒地が多く中央～東部には広大なゴナ砂漠が広るなど、豊かとは言いがたい地である。唯一、アグ河の巨大な三角州ハムル地方のみは、多雨と言ってよい地であり、一大穀倉地帯となっている。しかし、そのために古くから東方と中原の争奪戦が起きており、住民は入れ替わってきた。現在は隣接するシンの領土となっている。
西方から東方を結ぶ交易路が通じており、中原の国家の多くはこの交易路沿いに発達している。このため、中原は東西の文化と元々ある文化が入り混じった独特のものとなっている。
現在は文化的には後進と言える中原だが、現在砂漠となっているゴナはア・ハーンで最初に生じた場所とされ、かつては先史文明の都が存在していたこともある。「白の王」の時代には高度な先進技術を持つ古代王朝が栄えていたが、やがて分裂。後を襲ったラウマーナ帝国もやがて滅亡した。
東西両地方は中原よりは文明化が進んでいるが、現在の文化レベルは操兵を除けば我々の世界の中世程度である。西方は唯物的思想が強いとされる。東方は魔術の統べる地とも呼ばれており、呪術的なものが普通に存在する世界である。作中には植物の繊維による紙は普通に登場する。鉄鉱石からの鋼鉄の量産も可能なようである。火薬は先史文明においては生産されていたものの、現在は製法が失伝しわずかに遺跡から発掘される程度で、火器も遺物を除いて全く流通していない。鉱油は存在しており、「白の帝国」の時代には合成樹脂製品や繊維をも量産できるまで至ったものの、すでに精製技術は失われ、わずかに灯光用に採掘されるのみである。
作中の度量衡については
1リット＝4cm
1リート＝4m
1リー＝4km
1グラン＝1.2g
1グレン＝1.2kg
1グロー＝1.2t
1リット＝1リットル
1刻＝2時間（刻以下の単位は存在しない。そういう時間感覚ということ）
1金ゴルダ＝100銀ゴルダ＝1,000銅ゴルダ
などとされている。
ただし、作中における超古代技術≪失われた叡智≫では「みりぐらむ」という単位が使われていたことを示す記述が【神樹】壱の冒頭にある。
なお、操兵の価格は中古の従兵機が1,000〜2,000ゴルダ、狩猟機が8,000〜20,000ゴルダ（いずれも金貨）とされている。新品に関しては工呪会と教会の思惑によるので不明だが、アビ・ルーパは破格の200,000ゴルダ以上とのこと。
東方
東方はアグ河とカーランカ山脈により中原と区分されており、中原との交通はアグ河を渡るルートにほぼ限定されている。対岸がかすむほどの大河が自然の濠となっているため、東方連合は動員操兵の数では10倍以上の差をつけていながら中原を攻めあぐね、東方と中原の紛争は膠着状態となっている。
東方は文化・気候により北部、東部、南部、西部の四つに区分されている。
北方より移住した民が聖刻教会の原型をつくり布教を始めたのが北部域である。北部は寒冷な気候のため、あまり豊かとは言えない地であるが、信仰心は不毛の荒野に壮麗な都を築いた。教都ワースランとそびえ立つクラマッソ大聖堂は教徒にとっては聖地とも言える場所となっている。
東部域は交易路の東の終点であり、気候も穏やかなことから東方の商業の中心地となっている。最近は駐留する四鳳騎士団が教会の権威をかさに着た行動を取っているため、大商人や支配階級はかなり反感を持っている。
南部は高温多湿の気候であり、元々荒っぽい気性の住民が多い地であった。北部よりストラ家が移り住み、武威を用いず根気良く布教を行ったことから現在は聖刻教も広まり、ストラ家を範とする武を重んじる気風になっている。この地を管轄する赤龍騎士団は16騎士団最強との呼び声も高い。製鉄や金属加工が有名で、この地の良質な鋼は「南部鉄」と呼ばれ西方の「ミルジア鉄」と並び称される。
西部は先史文明の末裔の古い王国が多く残る地であり、聖刻教も布教が進まなかった。大動乱が勃発してからも教会の仲介を拒否しており、聖刻騎士団の武力介入にも最後まで抵抗したが、最終的には膝を屈し聖刻教の布教と聖刻騎士団の駐留を認めることとなった。しかし、聖刻教への帰依も操兵を入手するための方便であり、ヒゼキア・スラゼン連合王国の建国による混乱で再び西部全体が不安定な状況となっている。長い歴史を持つ地だけに古代の遺跡も多い。
西方
西方は中原とは巨大山脈ラムクトと「大森林」によって隔てられた地で、世襲型の王政の国家が多数を占める。《封印者》である「天都」とその二次組織である西方工呪会もこの地に拠点を持つ。人種はアハル民族が9割を占め、次いでフェルム民族が8％を占める。いくつかの分派が存在するものの宗教としてペガーナ教がほぼ全域に渡り広く伝道されている一方、唯物主義的な思想も発達しており、文明的には中世ヨーロッパに近似している。ラムクトの存在により、各地域間への移動や中原への交易には船舶を用いるのが一般的である。
西部域は古代には「龍の帝国」が300年もの長きに渡り覇権を握ったものの、絶対的抑圧者であった龍の王の死後は群雄割拠の状態が長く続いていた。しかし南部域からバルーザ人が侵攻するにあたってロタール国を中心として諸国は団結。こうして建国された「青の帝国」こと「神聖ロタール帝国」に臣従することにより、諸国はバルーザという共通の敵と宮廷という代理戦争の場を獲得。水面下での戦いこそ免れないものの、諸国は調和が保たれている。
北部域には「秘装八者」と呼ばれる《八の聖刻》のもととなった自我を持つ操兵がいるという説もあるが、真偽は定かではない。かつては「古の種族」と呼ばれる民族が建てた「黒の帝国」ことダカイト・ラズマ帝国が隆盛を誇ったが超自然的存在を巻き込んだ大規模な内乱を繰り返し衰退、やがて奴隷階層であったアハル民族に滅ぼされ、今は生き残りであるラズマ氏族がマバディ島にわずかに住まうのみである。現在は四つの大国と小規模国家が存在し、古くから発達してきた鉄工業を背景に、優れた鉄製農具や非戦闘用操兵の量産によって本来農業に向かない大地を西方随一の農業地帯へと押し上げている。事実、西方でもっとも科学技術が発達しているのは北部域との噂も高い。
南部域はかつて西方の文明の中心であった地域で、硬直し零落した旧王朝諸国をよそに、現在はシャルク法王国が覇権を握っている。オルゴ河流域の食糧地帯と南西部の砂漠からの鉱油、スカード島の鉱石採掘とが主要産業であり、オルゴ河南部のステップ地帯はバルーザ人が遊牧を行う程度でほとんど文明化されていない。ラムクト山麓には莫大な鉱物資源が眠っているが、これが産業化されるには相応の時間を要する。
東部域はラムクトと「大森林」と呼ばれる原生林が広がり、九尾獣等の強大な魔獣が人類の拡大進出を阻んでいる。一方で、ヴァーキン国など人類の生存域もいくらか存在し、ロタール帝国に臣従するなどして活路を見出している。
中原
アハーン最大の砂漠地帯ゴナ砂漠を中心に、西はロード平原から東はカーランカ山脈、そして大河アグ、北は東西に長く横たわるカッチャナラ山脈、南はレアーシボ西岸からシャクティ地溝、キャクチャス海岸に囲まれた広大な地域である。南北には中央山嶺が走り、〈ロード平原諸国〉や〈交易路周辺地域〉、<カッチャナラ大森林>や<カッチャナラ西部山脈南平原>といった様々な地域を分っている。
中原諸国・ホータン・シン・ダマスタ・パルティア・レイケン・キタン・ナリール・ウルオゴナ
ゴビ砂漠
カーランカ山脈
カッチャナラ山脈
北方
東方北部域の更に北を指す。北部域すら寒冷で人が住むには適さないとされるが、北方は更に過酷な気候で険しい山脈と凍土が連なる地帯である。一方で、先史文明の遺産が色濃く残る地でもあり、聖刻教会は北方から東方へ移り住んだ人々が伝えた宗教であり、教会練法師団の本拠地（通称「お山」）も北方にあるとされる。警戒も厳しく「招かれざる客」は直ちに排除される。邪気を払う神樹「ホーマ」が自生する地であり、ハイダル・アナンガとダム・ダーラを封じた聖なるホーマ樹も北方のどこかに存在している。東方から北方へのルートは険しい山脈により遮断されており（聖刻教会の始祖は山脈を貫くトンネルを使用したが、現在は崩れている）、中原からはゴナ砂漠を渡り更にカッチャナラ山脈を越えなければならないが、このルートから生還した人物は確認されていない。このため一般の人々が北方に立ち入ることはほとんど無い。カッチャナラの尾根からは<アレビス大森林>と呼ばれる針葉樹の樹海が確認できるものの、その先を見通すことはできない。

南方
古操兵や魔獣が跋扈する文字通りの暗黒の地であり他の地域からの侵入・進入を許さない。謎に包まれた地である。
聖刻教会
東方最大の宗教組織。
2500年前に八の聖刻の一つを封印した八聖者が起した宗教とされている。聖刻に秘められた神の意思を理解し、聖刻の力を正しく使うことで乱れた世を救済すことを教義とする。
実体は八の聖刻に対抗する術を後世に残すための《封印者》の組織である。
総本山は東方北部の教都ワースラン。下部組織として、教務団、聖刻騎士団、操兵鍛冶匠合、練法師団をかかえている。
教務団
聖刻教会の四大機構の一つ。聖刻教の布教や信徒の共済といった一般教務を執り行う修道士によって組織された機構
聖刻教会で一般に≪修道士≫と呼ばれる人々はこの組織に属し、聖刻教会僧はその格の高さによってハつの≪階梯≫に分けられている。
入りたての第一階梯は≪見習い≫、第二階梯から僧侶と呼ばれ、第三階梯から≪布教士≫の資格が与えられ布教活動が可能になる。また、ある程度、聖刻の力をある程度封じることができる≪聖印≫が与えられるのも、この階梯からである。第四階梯から≪派遣士≫の資格が与えられ、他の地域の教会に派遣されるようになる。
第五階梯にもなると≪司祭≫と呼ばれる様になり、国単位の小管区を与えられるようになり、:第六階梯は≪教導師≫としての任をおび、法王庁との中立ちとして聖刻教を国教とする国々への相談役として派遣されるようになる。
第七階梯は管区長として一地域をまかされる。この管区長を束ねる最高位の階梯を持つ統括総管区長、つまり教務団の頂点である。階梯そのものは八つしかないが階梯を一つ上げる事は至難の業であり、管区長と審議僧連による厳しい人格・人望・信仰心の審査が行われる。
操兵鍛冶匠合
東方で唯一、操兵を製造すつ秘術を継承する組織。
本拠地や構成員は厳重に秘匿されており、各地の聖刻教会を通じてのみ連絡を取ることができる。
操兵は聖刻の力で動くものであるため、聖刻の奇跡を具現化した存在の一つとして扱われている。したがって、ただ大金を積めば売ってもらえるというものではなく、聖刻教を保護し喜捨を行うことで一種の現世利益の形で操兵が譲渡される。聖刻教が国家に庇護され、東方で最大勢力を持つに至った理由の一つである。
譲渡や売買については制限を課しているものの、前述の通り操兵をただの兵器ではなく「具現化された聖刻」と見なしており、また機械ではなく「一種の生物」とも見ているために、修理や整備に関しては敵味方に関わらず中立を保って行うことを原則としている。
匠合構成員はすべて世襲であり、その中でも幼少期からの座学・実地研修・を優秀な成績でくぐり抜けた者のみが正式な鍛冶師となれる。一方で、階級絶対主義や派閥主義が横行しており、組織の腐敗が深刻化している。
聖刻騎士団
東方聖刻教会の擁する騎士団で、信徒と信仰を守るために結成された。操兵鍛冶匠合より高品質の操兵を配備され、操手も技量が高いうえに信仰心篤く死をも恐れぬ騎士で揃えていることから、東方最強の武力組織とされる。虎、龍、鳳凰、狼の四聖獣の名を冠した四つの騎士団が、それぞれ東方の北南東西の地域を管轄としている。かつては白虎、青龍、赤鳳、黒狼の四騎士団で編成されていたが、大動乱鎮圧後に増員が行われたことで各騎士団がそれぞれ白赤青黒の四騎士団編成となり、合計16の騎士団で構成されている。
東方全域に展開しているが、国家には属さず国家間の戦争には不介入を原則としている。団員は全て僧籍を持ち、聖刻教の信者の信仰を守るため、やむを得ないときのみ戦うとを許されるとされている。このため出動の命を下せるのは法王のみである。
前法王アショーカは東方大動乱を看過しえず、ついに聖刻騎士団を鎮定に出撃させることを決意、介入より動乱の終結には成功したものの、戦争不介入の原則を破る前例を作ってしまうこととなった。
現法王ネーザは聖刻教会による東方統一という野望を持っており、結託したザトウク家が騎士団の力を拡大しようと大幅な増員をかけたうえに敵対一派をことごとく排斥しているために団員のモラル低下を招き、一部では恐怖と憎悪の対象にすらなっている。
練法師団
東方最大の練法師の組織。従来から東方各地に居た練法師達をその力と組織力を活かして駆逐していった。その実態は不明な部分が多い。本拠地の「山」は永久凍土に覆われた「北方」にあり厳重に秘匿されている。八門はそれぞれの門主の指揮の下に活動するが、さらに上位に「老」と呼ばれる存在があり、法王に助言を行っている。「老」を始め練法師団の関係者が人前に姿を現すことはほとんど無い。教会での会合には練法師団の代表として「大老（タイト）」と呼ばれる役職の人物が出席している。大「老」とついてはいるが、立場は「老」にはるか及ばず、聖刻の秘儀や八の聖刻についての思索を第一義とする「老」にとっては取るに足らない存在に過ぎない。第一部～第四部の大老は陽の門の練法師で、僧形を装った際の姿から老人だと判明してはいるものの、性別や階梯を含め詳細は不明である。
ただし、第四部では現在の大老はネーザやザトウクと手を組むことにより出世していった、俗世での政治的能力に長けた人物であることが判明しており、また小競り合いでミカルドにたちまち長々剣を喉元に押し当てられるという、近接戦闘にも長けていて当然の高級練法師としてはありえない失態を晒している。
下部組織として暗殺部隊を持っており、暗殺はもとより諜報、破壊工作などで絶大な力を発揮する。
なお、《封印者》としての役割のほかは太古に失われた秘術の研究を目的としており、工作員となるのは通常は低位の術者のみである。
「老」の本体は歴代の門主の魂の意識集合体であり、彼らは常時討議することにより、《八の聖刻》への対策や練法を含めた世界の在り方について思索している。
西方工呪会
西方で唯一操兵製造の秘術を持つ組織。天都（エヌマ・エリシャ）と呼ばれる組織の下部組織である。
物語中に登場することが少ないため思惑は判りづらいが、本来は聖刻教会同様、八の聖刻による破滅を回避するための《封印者》の組織である。
経緯は不明であるが、現在は聖刻教会とは敵対関係にあり、互いに間者を送りあったり、操兵を対戦させることで情報収集を図っている。
中原の情勢には敏感であり、東方の中原侵攻に対しては、アグ河を挟んで東方と対峙する中原の大国シンに、東方製よりは高額とされる工呪会操兵の新鋭機を無料同然の値段で大量に供給している。しかし、八の聖刻に対する考え方は東方とは微妙に異なるらしく、起動に成功したアルタシャールをクリシュナから回収しようともしている。
配下には教会のような大規模な直属練法師団を持たないものの、一種の人体改造や生物兵器などの独自の技術で対抗しており、互角に渡り合っている。
ラマス教
中原で広く民衆に浸透している宗教。自己鍛練、弱者救済を旨とし、宗教と言うより過酷な自然環境にさらされる中原の民の生活幇助組織としての一面が強い。聖刻教会、工呪会に並ぶ《封印者》の組織。
初代リムリアを祖と仰ぐ。八の聖刻を生み出した超古代文明からの英知をほぼ完璧に継承しているが優れた技術に頼る危険性も熟知しており、むしろ困難に立ち向おうとする人の持つ可能性を重要視している。
率先して民を助けるため、ラマスの僧は心身を鍛え上げ、自給自足の生活を行い、荒地を開墾し、薬草や医術に通じ、「気」を操る独特の拳法を修めて外敵に対抗する。また質素清貧を旨とし多額の喜捨は決して受け取らない。このため、多くの貧しい人々の信仰を集める一方で、各国の王や領主からは煙たがられている。
白亜の塔
現在アラクシャーがある地は、かつて<白き王の帝国>の都でもあり、その中央にそびえるのが白亜の塔と呼ばれる建物である。伝承によれば<白き王>の墓地であるとされている。
先史文明の高度な叡智による遺産であり、白き王はヴァシュマールとの契約により塔の力を使う術を伝授され、一代にして大帝国を築き上げた。しかし、王の死と共にヴァシュマールと真・聖刻は封印され、塔そのものも地下に埋められた。
八聖者（プル・オ・ルガティ）
2500年前にハイダルと死闘を演じ、聖刻教会を創立したとされる八人の人物。
- 陽の聖者 マハーバラ
- 金の聖者 アチュラ
- 火の聖者 グリーヴァ
- 木の聖者 ヤマーン
- 月の聖者 イーシュナ
- 風の聖者 ヴァルナ
- 水の聖者 ラクーシャ
- 土の聖者 クベーラ

小説第一部の描写では、八門派の練法師のように描写されている。遡れば、神代の太古に巨神族に仕えた人間の末裔であるらしい（少なくとも、初代イーシュナは巨神族の預言者ジュレミィに仕えていた事が判明している）。
彼ら八聖者の魂を受け継ぐ者のみが八機神に搭乗する資格を持つ。これは単なる血縁による子孫という条件でもないようである。
転生者は性別も容姿もその代ごとに変るが、性格のみはほぼ同じになり、どの代でも仲の良し悪しなどの相性は変らない。
月のイーシュナだけは元の顔がよほど気に入っていたのか、男でも女でも同じ顔で生まれてくるとのこと。
火のグリーヴァは年齢差はあれど、常に男女の二人一組で生まれてくる。
聖刻石
練法を使用するときに触媒として使われる、神秘を秘めた宝石。別次元にまたがって存在する物質で異界から力を引き出すことができる。
原石は乳白色をしており、儀式と研磨で導き出す8種類・二天六大に分けられ完成し、より強大な聖刻力を使用できるが完成された聖刻石は使用によって内包する力は減少して輝きを失い、力を失った聖刻石は寿命により二度と練法の触媒に使うことはできない。
練法
この世界における魔法、呪術に相当し、自然界の八つの要素を直接力に変える技術。
触媒として聖刻石という石を使い、指先で決められた印を組み呪文を唱えることで発動する。
- 陽門（リーチャ） - 表門第一位。陽とは太陽を示し光、熱、躍動といったエネルギーを操る門派。シンボルカラーは黃。
- 金門（キンガイ） - 表門第二位。物質の特質を強化したり、新しい特質を加えることができる補助術を得意とする門派。創造や防御術にも長ける。シンボルカラーは金（教会創設時は銅色）。
- 火門（フォンハイ） - 表門第三位。火を操る門派。陽門のごとく精密な制御は利かないが絶大な威力を発揮する破壊に特化した門派。シンボルカラーは赤。
- 木門（ムウナ） - 表門第四位。植物を操る門派。木は生命力を示し治癒術、薬学にも通じるのが特徴。シンボルカラーは緑。
- 月門（ユイーズ） - 裏門第一位。練法の中でも闇や精神といった事象そのものに干渉する呪術的要素が強く扱えるのがすべて女性のみという特徴的な門派。シンボルカラーは銀。
- 風門（フェンレイ） - 裏門第二位。風、大気を操る門派で高位術者ともなると雷撃など局地的な天候を操ることもできる。シンボルカラーは白。
- 水門（シュイチ） - 裏門第三位。水、転じて冷気そのものを操る門派。シンボルカラーは青。
- 土門（ツファオ） - 裏門第四位。土、大地を操る門派、また大地に還るという意味か死霊術（ネクロマンシー）も発達している。シンボルカラーは茶（教会創設時は黒）。

練法の最高域である第十二階梯はいずれも物理法則をも捻じ曲げア・ハーンの大地に多大な影響を及ぼしかねない強大な術が揃っており、人の身で《八の聖刻》に対抗できる数少ない手段のひとつともなっている。ただし、この域に到達した練法師の存在は神話や伝説としてしか残っておらず、聖刻教会や西方の高級練法師匠合にもこれらの術を扱える者はいない。
かつてのアハーンにはこの上位の存在であり練法が八門に分かたれる以前の原型である秘裝練法も存在したが、風門の派生の雷門や月門の派生の時門などの一部の練法を除き、多数が失われている。聖刻教会やラズマ氏族は使えこそしないものの、秘裝練法のいくつかを今も保有しているという。
練法師
練法を使う、いわゆる「魔法使い」。育成には幼い頃から専門の訓練が必要で、望んで就ける職業ではない。古代からの叡智を護る一族という自負があること、古代人の血を濃く残す一族が練法の素質をより強く持っているという側面があることから、多くの組織が純血主義であり、秘密主義、排他的である。適応力の低い人材までも登用して勢力を拡大した聖刻教会の練法師団はかなり異質の存在であるらしい。教会練法師団も秘密主義に代わりはなく、教育の過程で一種の洗脳も行われ、組織に対する忠誠心が植えつけられている。また多くの脱落者が機密保持のために抹殺されているとされる。
術者としての位が上がるにつれ、肉体が術の行使に特化していき、余分な肉は落ち、内臓が退化し食事は丸薬と水だけになってしまう。一方で精神が先鋭化して行き、欲求や思考も常人のものとはかなり異なったものになるようである。体力的には退化とも言える状態になるが仮面から力を得ることで若さを保ち、高位になると100歳を超えるような術者も居る。
盗聴や遠話、空間転移の威力は工作活動には絶大であり、貴人の邸宅に練法による盗聴を防ぐための鉛張りの部屋が設けられたり、軍勢の野営の際の結界のまじないは練法師の転移を防止するためのものである。
術者にとって下級の練法である場合、他門であっても行使することが可能である。たとえばゾマはカルラの仮面を介して幻覚を用いたり、ミカルドやカイユはアラクシャー侵攻時に火の練法で放火を行ったりしている。
このように練法師は超常の力を様々に振るうことができるが、ただしそのためには結印（ムドラー）のために手を封じ呪文（タンスラ）を詠唱する時間と肉体的余裕とを必要とするために、武人とまともに立ち会えば勝ち目は無い（ただし高位の練法師は強く念じることでこれらの手順を代用できるため、低級の術に関しては瞬時に詠唱を行える）。したがって、練法師は極力自分の姿を見せないで戦うことが多い。そのような振る舞いや、工作・暗殺などの後ろ暗い任務が多いことから、同じ教会下部組織でありながらクランド一門などは練法師を毛嫌いしているようである。
東方では教会練法師団に駆逐されてしまったものの、中原にも小規模な組織は存在するようで、東方から逃れたアバダ一族はシン国に仕えることで援助を取り付けた。西方では「天都」に仕える組織が巨人族の戦いや龍の帝国、「緋の三者」の暴走や女王戦争等によって複数の匠合に分裂した形跡があり、いまや複数の練法師匠合が社会の裏側で鎬を削っている。
占い師や呪い師のように世俗に伝わる下位練法を操ることで生計を立てる術者は「練法使い」と呼ばれ、正規の修業を経た練法師からは蔑視されている。
仮面（人間用）
人間用の練法師用の仮面は、聖刻石と同じく練法を使用するために必用な触媒物の一つ、一般に練法師が術を使用する場合は大抵仮面を着用する。低位のものは鼻から上を覆う半面しか与えられないが、高位になると顔をすべて覆う仮面を与えられる。仮面から力を得ることで延命などの効果があるため、通常高位練法師が仮面を取ることはなく、練法師の象徴ともなっている。仮面の裏の聖刻石の配列は所属門派、技術水準によって違い、力を使うたびに仮面の聖刻力は低下し、聖刻石と同じく寿命がくれば仮面も触媒物の力を失う。しかし、力の尽きない真の仮面もあるといわれている。
呪操兵は操兵用の仮面とペアになった人間用の仮面で操縦する。
また、狩猟兵であっても、遠隔操作や情報共有のために人間用の仮面が存在する機体もわずかながら存在する。
調整された練法師
教会の練法師団は練法師の育成の過程で意識下に組織に対する忠誠心を刷り込む一種の洗脳が行われる。この忠誠心の対象を、特定の個人や組織にした者が調整された練法師と呼ばれる。裏切ることの無い間者として、一部の有力者に雇用されている。しかし、実際には調整は完全では無い。
聖騎士
聖刻騎士団所属の騎士のこと。神に仕える軍を自任し、僧籍を持つことからこう呼ばれる。これに対して、一般の領主に仕える騎士は世俗騎士と呼ばれる。
三聖剣
《八の聖刻》との直接戦闘を想定して生み出された剣の形を持った三種の聖刻。操兵用と操手用とが一対になって存在する。いずれも「ジュレミィ（輝く者）」の力が宿っており、障壁の無効化・聖刻力の封印・破壊不能など超常の能力を与えられている。
エル・ミュート
かつては巨神族の勇者フェンが振るったという神代の剣。三聖剣の中でも特に八の聖刻戦に特化した力を持つ両刃剣。ヴァシュマールの背中に装備されているが普段は鞘から抜くこともできない。しかし、八の聖刻に対峙した際はひとりでに使用者の手元に収まったり、剣だけで戦ったりとほかの聖剣と比べても別格の力を持つ。ただし、鞘から抜かれたエル・ミュートの力は現世に転生しているジュレミィ（今代ではジュレ・ミィ）の生命力を削って発現するため、用いるごとに転生者の命を大きくすり減らす。実際に過去世においてエル・ミュートを振るった結果当時のジュレミィが死亡したため、勇者フェンの転生者はエル・ミュートの行使のみならず刃物の使用を本能的に忌避する。また、「写し」として鍛たれた操手用の剣は北方でダム・ダーラの本体を封じるための楔となっていたが、ヴァルダ・カーン封印の影響を受けたことにより、第三部終了後に抜け落ちている。
プレ・ヴァースキン
三聖剣の一本で形状は太刀。東方の聖刻教会の秘宝として祀られており持ち主の気を増幅する機能がある。大動乱鎮圧の功により法王よりラドウ・クランドが拝領し、この剣のみ持って山中に隠遁した。後にラドウの死に際してガルンに託された。操兵用の剣は、未知の金属で作られたラジャス・カーラ・ギーターの装甲すら易々と切り裂く。操手用の剣は第一部でゾマの手に渡っており、二部以降は朽ちようとするゾマの肉体をその神力によってわずかながらも癒やしていた。第四部時点では再びガルンの手に戻っている。
アル・ス・レーテ
三聖剣の中でも二本で一対となっている珍しい剣、形状は細剣。それぞれ柄に赤い宝珠と青い宝珠が装着されている。西方の霊峰ラムクトにて管理されていたが、ラマス教団、イル・カタムを通じてクリシュナに託された。それぞれが操兵、操手の身体能力を高める力があり、ウルオゴナ戦では満身創痍でただバランスを取るためにくっつけていただけのアビ・ルーパの左腕を、筋肉筒との接続すらなされていない状態で動作させた。さらに第四部でのヴァイダラーフ戦ではレプリカとはいえ八機神の装甲を易々と貫き、操手槽の座席までを斬り裂いている。
同化
操兵に搭乗中、操手の意識が身体を離れ仮面に乗り移った状態となること。操兵乗りの極意とされる「人機一体」の極限の姿ともいえる。格の高い仮面を備えた狩猟機で稀に起こるとされている。
元々操手と操兵の同調が進むと、操手は操兵の受けた傷を自分の痛みとして感じることがあるが、同化は文字通り操兵を自らの身体として操り、通常の操縦では引き出せない性能を発揮することができる。しかし同化中は操手の心臓が停止し仮死状態となってしまうため、長時間の同化は非常に危険である。
ラドウ・クランドは自分の意思で同化が行えたとされているが、通常は絶体絶命の窮地などに突発的に起こるものである。
テルガー・カムリは死後も同化を維持し、クリシュナを救おうとした。
聖四天王
聖騎士の中で、聖四天王戦を勝ち抜いた勝者四名に与えられる称号。
16の小騎士団からそれぞれ選ばれた代表が操兵による勝ち抜き戦を行い、勝敗を決する。勝負には真剣が使われるため、死傷者続出の激しい戦いとなる。
更に聖四天王同士の戦いを勝ち抜いた者には聖騎士としては最高位の「機神」の称号が送られる場合もあるが、ただ勝つだけではなく他の三人を圧倒する技量と品格が求められるため、称号を持つものは長い騎士団の歴史でもそう多くはない。
現在の聖四天王は、ワルサ・ジュマーダ、ガルン・ストラ、イスルギーン・ツベルク、テルガー・カムリ。それぞれが任地と所属騎士団、戦いぶりをあわせ「北部の猛虎」、「南部の猪」、「東部の荒鷲」、「西部の餓狼」の異名で知られるが、これは観客が着けたもので正式なものではない。
なお、ガルンの異名が所属する騎士団の象徴「龍」ではなく「猪」なのは、乗機のパラシュ・バラーハが「斧を持つ猪」の意であるため（それ以前から猪武者として知られていたという面もあるが）。
この大会では聖四天王が決した時点でガルンが昏倒したため、他の3人はそれ以降の戦いを辞退し機神戦は行われていない。
また、世情の乱れにより聖四天王戦はこれ以降行われていない。
神人（カムト）
東方西部域の山中に住む種族。外界との交流はほとんどなく、狩猟や採集中心の生活を送っている。
男性は1リート前後の巨体で、身体能力は通常の人間を遥かに上回り、人間ならば操兵をもって対することさえある四手熊を、素手で倒して一人前と認められるという。つまり単純比較するならば、神人の戦士は1人が操兵並の戦闘力を持っているということになる。産まれながらにして強力な「気」を操り、術式を必要とせずに「読心」を使うなど、人間離れした力を持っている。
女性は見た目こそ俗人と変わらないものの、予知や占卜の技能に優れる。中には練法を操る者もいるという。
寿命は人間よりも長く成長も特殊で、一定期間は容姿がほとんど変わらず20歳、40歳、60歳にまとめて成長する。このため外見から実年齢を測ることは難しい。
赤目（キリト）
人跡未踏の北方に住んでいる、赤目で白い肌の種族。「北方人」などとも呼ばれているが、実は太古に聖刻を管理する役目として創造された種族。人間より遥かに長命であり、作中の台詞からは死後転生しても前世の記憶を持ち続けるとされている。しかし、地下に住むことを宿命付けられているためか赤い目も白い皮膚も光に弱く、屋外に出る際は常に遮光器や身体を覆うマントが欠かせない。人間と混血することは可能だが、遺伝的特性はすぐに薄れてしまう。
同様の使命を持ちながら身体的には正反対の特徴を持つ神人に対しては、複雑な思いがある。
聖刻教は「北方人」が伝えたとされているが、この「北方人」が<赤目>を指すのか、普通の人間の北方人もいるのかは不明。
亜龍
いわゆるドラゴン。生物としての戦闘力ではアハーンの頂点に君臨する。
この世界の<龍>は神として認識される存在であるが、亜龍は<龍>により、自らの力を受け継ぐ眷属として造られた生物である。能力は<龍>に劣るものの、繁殖で数を増やせるなど生物の特色を兼ね備えている。代を重ねるごとに能力は劣化しているが、元々が神と戦うための生物であったため強大なパワーと強靭な体は操兵をもってしても対抗するのが難しい。長い年月を生き延びている初代に近い個体は練法も自在に使いこなし、秘操兵と渡り合うだけの力を持っている。
真龍
上記の亜龍を生み出した存在。文字通りの「神」であり、その価値観を人を持って測るのは不可能である。形状はいわゆる龍の姿をしているとは限らない。
四手熊
名前の通り、四本の腕を持つ羆。カッチャナラ等に生息する。性格は極めて獰猛かつ体格も巨大であるため、フェンですら苦戦をした。「こいつを倒すには操兵が要る」というのがフェンの弁である。
東方の剣術
東方の剣術は気（プラーナ）を操り、西方剣術と比べ使い手によっては防御・攻撃共に破格の効果を生み出す、また操兵戦では仮面の能力の効果もあり絶大な能力を示す
八極流
木刀を持って岩をも叩き割る実力で皆伝とされ:気を込めた一撃必殺の破壊力を旨とする流派である。他流派の皆伝は八極流において中伝が相当とされる。ガルン、ワルサ、ラマール、ラドウ、ジャランなどが八極流の剣士である。北派と南派に分かれており、ストラ家は南派、クランド家は北派を修める。
神形流
東方で最も普及している剣術
黒狼剣
神形流を元にテルガー・カムリが独自に編み出した勝つことに拘った剣術
天流
長大な刀を使い八極流と並び学び収めるのが難しい剣術
気闘法
体内を巡る「気」を高め、これを用いて戦う技術。特に東方で発展しており、他にラマス教の拳法でも用いられる。
遠当てのように飛ばしたり、折れた刀の刃をイメージすることにより刃があるがごとく敵を斬る、全身に気を巡らすことで、敵の刃をはじき返すなどの使い方がある。
熟練することにより、狩猟機で再現することも可能である。
黒い血
通常の操兵用の血液は人間同様の赤い色をしているが、黒陣営の血液は黒い色をしている。ただの血液ではなく強力な呪力を持っており、注入された相手を自らの眷属とする。神代の巨神と龍の戦争では、龍は黒い血で容易に数を増やし巨神陣営を苦しめたとされる。
操兵に投与すると「獣機」と呼ばれる状態に変化させる。撃破されたハイダルから飛び散った黒い血をダロトが収集しており、強力な教会練法師に対する切り札として使用した。黒い血を投入されたラディルは四足型あるいは猛禽型に変形し、強力な運動能力と再生力を得て他操兵を圧倒する存在となった。
しかし、黒い血は制御不可能の存在であり、直後には操手共々暴走する黒い血によって侵食され理性も知性も無い存在となってしまう。これを救う手立ては無い。
人間にも注入することで、黒陣営の眷属とすることができる。この際身体に剛毛が生えるなど獣人化のような症状が見られるようになる。アルタシャールに注入された黒い血は聖剣によって浄化されたが、聖剣の力をもってしても人間を救うことはできない。ダロトは、黒い血の呪いを解くためには術者を殺害する以外に方法は無い（術者の自然死や自殺ではだめらしい）としていたが、あくまで本来の術者は「黒の陣営」の八の聖刻であるため、たとえダロトが死亡したとしても、第三部で黒き血が及ぼした影響は解除されない。
大動乱
経緯
中原や西方では「東方動乱」とも呼ばれている。東方暦2433年、東方西部域で長い伝統を誇るヒゼキアが、突如隣国スラゼンの奇襲を受け滅ぼされたことに端を発する。
以降、旧秩序の崩壊したことを悟った各国は教会の説得にも耳を貸さず領土拡張戦争に乗り出し、戦火は南部から東部に飛び火、東方全土を焦土と化す泥沼の大戦争へと発展しかねない状況となった。
2440年、乱が始まって以来、不介入の原則と被害の甚大さの間で悩みぬいた法王アショーカは、ついに聖刻騎士団による鎮圧を決意。戦わぬ最強軍とさえ呼ばれていた聖刻騎士団は、創設以来1500年にして遂に国家騎士団との戦争に投入された。東部から南部と転戦を続けた聖刻騎士団は、7年の戦いで騎士団の1/3を失う痛手を受けながら西部域に達し、2447年最後まで恭順を拒んだ西部の大国ライリツの騎士団とトールハルで決戦となった。聖刻騎士団は壊滅寸前となりながらもこれを撃破。ついに戦乱を平定した。
表沙汰にはなっていないが、未曾有の戦火の元となったのはダム・ダーラである。大師の命を受けたカルラが、占星術師としてスラゼン王宮に入り込みヒゼキアを攻めるよう煽ったのである。ダム・ダーラの遠大な陰謀の第一歩とも言えるのが大動乱である。
影響
- 長い歴史を持つ国々が滅亡、あるいは分裂して相争う戦争となり、従来の勢力図が大きく書き換わった。
- 東方全土を揺るがす大乱となったことで中原方面が手薄となり。シンは東方に占領されていた穀倉地帯ハムル地方を奪回した。
- 国家間の戦争の影で、練法師組織の争いも起きていた。従来は古代からの英知を守り抜くという立場を重視し、不干渉に近い状態だったのだが、教会練法師団は各地の練法師を襲撃、教会恭順を拒む者は殲滅か追放してしまった。恭順した者は辻占い師に至るまで教会傘下に組み込まれ、聖刻の力を継承するものは、ほぼ教会に統一されてしまった。
- 結果的に聖刻教会が乱の勝利者となり、発言力が大幅に高まることとなった。
- 大きな損失を出した聖刻騎士団は、戦後の秩序維持のために旧に倍する大幅な増強を行うこととなった。このために僧であり騎士であるという厳格な選抜は緩和され、信仰心のかけらもない騎士が大量に入団することになった。

## 既刊一覧

### 聖都編
第一部にあたる。ア・ハーン中原が舞台。イラストは幡池裕行。
1. 「旋風の狩猟機」1988年9月30日初版発行、ISBN 4-257-76432-5
2. 「熱砂の貴公子」1989年4月28日初版発行、ISBN 4-257-76468-6
3. 「囚われの聖王女」1989年10月31日初版発行、ISBN 4-257-76492-9
4. 「黒衣の練法師」1990年3月30日発行、ISBN 4-257-76511-9
5. 「雷光の秘操兵」1990年7月31日初版発行、ISBN 4-257-76525-9
6. 「光風の快男児」1990年12月30日初版発行、ISBN 4-257-76540-2
7. 「中原の砂塵（外伝1）」1991年9月30日初版発行、ISBN 4-257-76572-0
8. 「東方の嵐（外伝2）」1991年12月31日初版発行、ISBN 4-257-76579-8

### 東方編
第二部にあたる。ア・ハーン東方が舞台。イラストは幡池裕行と神宮寺一。
1. 「彷徨の三操兵」1993年3月1日第1刷発行、ISBN 4-257-76629-8
2. 「アグの大河」1993年8月31日第1刷発行、ISBN 4-257-76646-8
3. 「怨讐の呪操兵」1994年8月31日第1刷発行、ISBN 4-257-76691-3
4. 「朔風の聖騎士」19953年2月28日第1刷発行、ISBN 4-257-76711-1
5. 「聖刻教会の陰謀」1996年5月31日第1刷発行、ISBN 4-257-76780-4
6. 「反逆の秘操兵」1997年3月31日第1刷発行、ISBN 4-257-76799-5
7. 「邂逅の聖巨神」1997年10月31日第1刷発行、ISBN 4-257-76823-1

### 黒き僧正編
第三部にあたる。イラストは神宮寺一。
1. 「野望の蒼狼鬼」1998年6月30日初版第1刷発行、ISBN 4-257-76845-2
2. 「咆哮の貴公子」1998年12月25日第1刷発行発行、ISBN 4-257-76859-2
3. 「戦慄の黒太子」1999年8月31日第1刷発行発行、ISBN 4-257-76878-9
4. 「復活の黒僧正」2000年4月30日第1刷発行、ISBN 4-257-76900-9
5. 「紅蓮の練法師」2001年1月30日第1刷発行、ISBN 4-257-76921-1
6. 「宿縁の八聖者」2001年5月31日第1刷発行、ISBN 4-257-76931-9

### 神樹編

#### ノベルズ版
最終章にあたる。イラストレイターは草彅琢仁。
1. 「聖刻1092【神樹】壱」2010年4月30日第1刷発行（4月20日発売[8]）、ISBN 978-4-02-273937-7

#### 文庫版
神樹編は弐の刊行にあたりイラストレーターをKensuke Takahashiに変更した上で文庫サイズに改められ、壱も文庫版で再刊行された。再刊行にあたり、壱は一部改稿されている。これをもって朝日新聞出版社からの刊行は打ち切られ、参以降は伸童舎からの刊行となった。
参については、これまで刊行ペースが遅かったこともあってか完結まで間隔を空けないためのクラウドファンディングが行われた末に決定した。
1. 「聖刻1092【神樹】壱」2020年6月5日発売[12]、ISBN 978-4-02-264958-4
2. 「聖刻1092【神樹】弐」2020年6月5日発売[13]、ISBN 978-4-02-264959-1
3. 「聖刻1092【神樹】参」2022年2月22日発売[14]、ISBN 978-4-910633-01-5
4. 「聖刻1092【神樹】肆」2023年6月22日発売[14]、ISBN 978-4-910633-02-2

### 完全版
ソノラマ文庫で出た各シリーズを新書サイズで合本した改訂版。イラストレイターは草彅琢仁と武半慎吾。
1. 「聖刻1092【聖都】壱」2006年2月28日第1刷発行、ISBN 4-257-01082-7
  - 「新装版」2007年12月25日発売[15]、ISBN 978-4-02-273806-6
2. 「聖刻1092【聖都】弐」2006年3月30日第1刷発行、ISBN 4-257-01083-5
  - 「新装版」2007年12月25日発売[16]、ISBN 978-4-02-273807-3
3. 「聖刻1092【聖都】参」2006年4月30日第1刷発行、ISBN 4-257-01084-3
  - 「新装版」2007年12月25日発売[17]、ISBN 978-4-02-273808-0
4. 「北方の傀儡師」2006年12月30日第1刷発行、ISBN 4-257-01086-X
  - 「新装版」2007年12月25日発売[18]、ISBN 978-4-02-273809-7
5. 「中原の砂塵、東方の嵐」2007年4月30日第1刷発行、ISBN 978-4-257-01096-8
  - 「新装版」2007年12月25日発売[19]、ISBN 978-4-02-273815-8
6. 「聖刻1092【東方】壱」2007年11月30日第1刷発行（11月7日発売[20]）、ISBN 978-4-02-273819-6
7. 「聖刻1092【東方】弐」2008年1月30日第1刷発行（1月18日発売[21]）、ISBN 978-4-02-273824-0
8. 「聖刻1092【東方】参」2008年5月30日第1刷発行（5月22日発売[22]）、ISBN 978-4-02-273828-8
9. 「聖刻1092【東方】四」2008年9月30日第1刷発行（9月19日発売[23]）、ISBN 978-4-02-273835-6
10. 「聖刻1092【僧正】壱」2009年1月30日第1刷発行（1月20日発売[24]）、ISBN 978-4-02-273839-4
11. 「聖刻1092【僧正】弐」2009年3月30日第1刷発行（3月19日発売[25]）、ISBN 978-4-02-273843-1
12. 「聖刻1092【僧正】参」2009年5月30日第1刷発行（5月20日発売[26]）、ISBN 978-4-02-273845-5

### ムック
- 『聖刻1092読本』2004年3月31日第1刷発行、ISBN 4-257-03675-3
  - 「新装版」2008年2月4日発売[27]、ISBN 978-4-02-213806-4

## 関連製品
『聖刻1092』以外の「ワースプロジェクト」に関係する製品については#関連項目を参照。

### コンピュータRPG
『聖刻1092』の世界観を原作としたコンピュータRPG。操兵の仮面に64個の聖刻石を自由に配置するシステムが特徴的。この配置の仕方により操兵の能力が変化する。限定版には操兵の仮面を模した模型が付属していた。
- 「真・聖刻」（スーパーファミコン用ソフト、制作：J-FORCE、発売：ユタカ、発売日：1995年4月21日）
物語の主なあらすじは、主人公シフォンが自らの剣で悪魔「蓮法師」と戦い、契丹王国を救うというもの。
ファミコン通信（現・ファミ通）はこのゲームを 19/40 と評価した[28]。
- 聖刻1092 操兵伝（プレイステーション用ソフト、発売元：ユタカ、発売日：1997年11月6日）[29]
ゲームの最大の特徴は、操兵の頭部に装着された仮面の裏に並ぶ64個の「聖刻石(せいこくせき)」の存在。聖刻石の配列を変えることで、操兵の能力の向上を図ることができる。聖刻石には寿命があり灰色になると効果がなくなる。聖刻石は敵との戦闘に勝利することで入手できる[30]。
世界観の評価は高いが、難解すぎる「聖刻石」のシステムによりプレイヤーの能力値が全く安定せず、結果としてほとんどのプレイヤーのプレイ意欲を削いでしまったことから、RPGとしての完成度は低いとされる[29]。
ファミ通はこのゲームを 20/40 と評価した[31]。

### 「聖刻1092 RPG」シリーズ
『聖刻1092』の世界観を原作としたもので、いずれも前半はゲームブック、後半はテーブルトークRPGのリプレイならびにルールブックという構成になっている。『ワースブレイド』とは全く異なるシステム。いずれもソノラマ文庫で発売された。作者は松本富之と伸童舎ワース・プロジェクトの連名。
1. 「西風(かぜ)の放浪者」1992年6月発行、ISBN 4-257-76600-X
2. 「荒野の探索者」1993年2月5日第1刷発行、ISBN 4-257-76601-8

### オーディオブック
オリジナルストーリーのカセットブック。「外伝1」と書かれているがこれ一本しか出ていない。また、小説版の外伝とは無関係。物語も小説の本筋とは直接的な関係のない、文字通りの外伝になっている。主人公フェン役は矢尾一樹、本作オリジナルのヒロイン役は松井菜桜子、ナレーター（フェンの冒険を子供に聞かせる語り部）は石丸博也が演じた。
- 聖刻1092 外伝1 辺境の風雲児

### カードゲーム
外装ケースにビデオテープの箱を使用しており、ケースのカバーイラストがセル画調で描かれている。
- 聖刻1092カードゲーム 聖刻絵札聖都アラクシャー（発売元：MOVIC ゲームデザイン：PIN井上）